# Política exterior franquista durante la Segunda Guerra Mundial

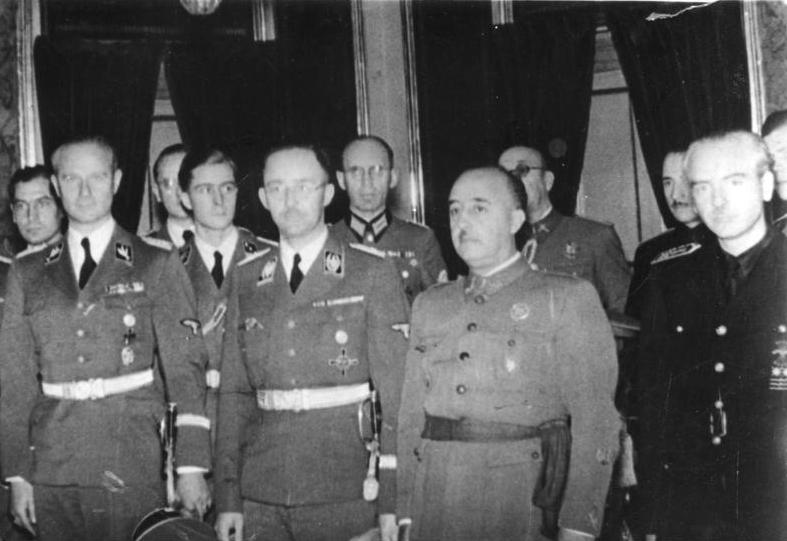
El general Franco junto al dirigente nazi Heinrich Himmler, durante su visita a Madrid, en 1940. A la izquierda de Franco Ramón Serrano Suñer, ministro de Asuntos Exteriores.

La política exterior franquista durante la Segunda Guerra Mundial se suele dividir en dos etapas. La primera (1939-1942) estuvo caracterizada por el alineamiento de la Dictadura de Francisco Franco con las potencias del Eje, y la segunda (1942-1945) por la neutralidad forzada por la presión de los aliados y por la necesidad del general Franco de sobrevivir a la derrota de la Italia fascista y de la Alemania nazi. 
Acabada la Segunda Guerra Mundial la propaganda franquista ensalzó la figura del general Franco, presentándolo como «Caudillo de la Paz», y difundió el mito que se mantendría durante los treinta años siguientes de que Franco había salvado a España de la guerra.

## Alineamiento con el Eje (1939-1942)

### Firma del Pacto Antikomintern y proclamación de la neutralidad (marzo 1939-mayo 1940)

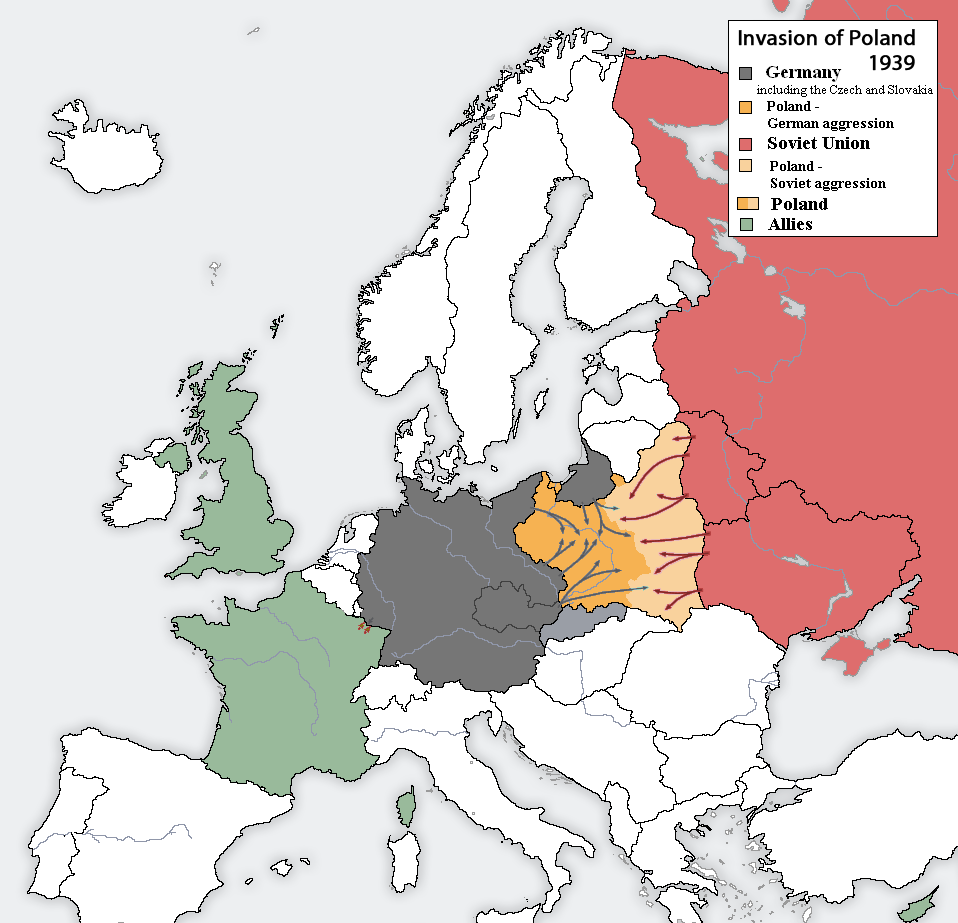
Europa al iniciarse la guerra en septiembre de 1939 con la invasión de Polonia.

Tras el final de la Guerra Civil Española se acentuaron los vínculos de la dictadura franquista con los regímenes fascistas. El 31 de marzo se firmaba en Burgos un tratado de amistad con Alemania, en el que en caso de guerra, los dos Estados se comprometían a evitar «cualquier acto o hecho en el terreno político, militar y económico que pudiera ser perjudicial para un miembro del tratado ventajoso para su enemigo». El 7 de abril de 1939, solo una semana después de la emisión del último parte de la Guerra Civil Española, el general Franco anunciaba la adhesión al Pacto Antikomintern que habían suscrito Alemania, Italia y Japón. La decisión de adherirse al pacto Antikomintern se había tomado el 20 de febrero de 1939, pero se mantuvo en secreto hasta que terminara la guerra civil. Y la firma del documento había tenido lugar el 27 de marzo en Burgos.
Al día siguiente de la proclamación de la adhesión al Pacto Antikomintern, el general Franco anunciaba también el abandono de España de la Sociedad de Naciones, cumpliendo así la promesa hecha a Mussolini. Estas declaraciones de alineamiento con el Eje se hicieron en un momento de agravamiento de las tensiones en Europa. El 4 de abril, Francia y Gran Bretaña habían firmado una alianza para garantizar la independencia de Polonia ante la amenaza de la Alemania nazi, y el 7 la Italia fascista había iniciado la invasión de Albania.
Poco después de la celebración del Desfile de la Victoria el 19 de mayo, el general Franco se trasladó a León para despedir a la Legión Cóndor que volvía a Alemania —«por primera vez  desde 1871 soldados alemanes regresaban victoriosos a la Patria», escribió uno de sus integrantes—. El general Franco, después de manifestarles el orgullo que había sentido al tenerles bajo su mando, les pidió que se llevaran con ellos a Alemania «la imperecedera gratitud de España». «Italianos y portugueses fueron también despedidos en ambiente de fiesta». En todos los casos en el viaje de regreso fueron acompañados por personalidades políticas españolas y por altos mandos del Ejército.

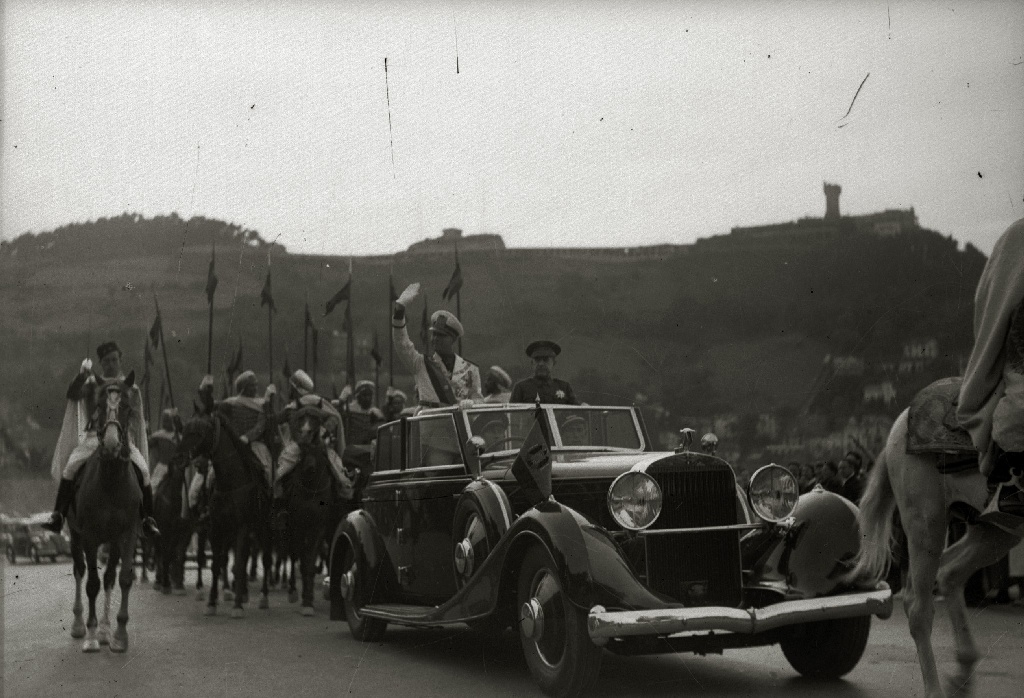
Visita del conde Ciano a España escoltado por la guardia mora de Franco (San Sebastián, 1939).

A las fuerzas italianas les acompañó en su viaje de regreso Ramón Serrano Suñer, quien era portador de una carta de Franco para Mussolini dándole las gracias por su ayuda. Serrano Suñer les dijo al Duce y al conde Ciano que España necesitaría dos o tres años para estar preparada militarmente, pero que si estallaba la guerra, «España estará al lado del Eje, porque le guiará el sentimiento y la razón. Un España neutral estaría condenada a un futuro de pobreza y humillación». En una entrevista concedida a un diario italiano Serrano Suñer afirmó que Mussolini era «uno de los pocos genios que la Historia crea cada dos o tres mil años». Durante su estancia en Roma también se entrevistó con el rey exiliado Alfonso XIII, que se sorprendió cuando Serrano le saludó brazo en alto, y con el papa Pío XII.
El acercamiento a la Alemania nazi no fue buen visto por parte de la jerarquía católica. Cuando a principios de 1939 se anunció que se iba a firmar un tratado cultural con la Alemania nazi, el cardenal Isidro Gomá se entrevistó con el general Franco para mostrarle su desaprobación. El Generalísimo  le dijo que «nunca consentiríamos pudiera rozar el respeto y fervor por la Santa Iglesia y el profundo sentimiento católico de nuestro país y de su Gobierno», pero a pesar de las seguridades que le había dado Franco Gomá redactó una pastoral con fecha del 5 de febrero de 1939 bajo el título Catolicismo y patria que se inspiraba en la encíclica Mit brennender Sorge sobre el nazismo. 
En ella tras calificar la guerra civil que estaba a punto de concluir de «catástrofe sin igual en nuestra Historia si no presagiara el resurgimiento de los valores del espíritu que la revolución impía trató de aniquilar», y de definir «la Patria» como «una asociación de orden espiritual y moral que, por ley natural y bajo la providencia de Dios, se ha formado, bajo la fuerza unitiva de unos mismos lazos de Historia, de cultura, de aspiraciones, de religión y raza, de tierra y de lengua», prevenía «contra un peligro que ha surgido en nuestros tiempos… [de] una nueva forma de atentar contra la persona humana, tal como la quiere la doctrina cristiana. Nos referimos a la tendencia de algunos Estados a absorber toda actividad social. Los lemas de libertad, igualdad y fraternidad, y la proclamación de los Derechos del Hombre fue el señuelo que engañó a los hombres haciéndoles creer en la fábula de su soberanía…  Tan temible es… que se formara un artificio de fuerza, más o menos brillante, que regulara, en cuadrícula inflexible, el pensamiento y las actividades de todos… Que los poderes humanos que moderan la actividad de la nación lo hagan según el orden establecido por Dios y lo demás se nos dará por añadidura…». El convenio finalmente no se firmó.

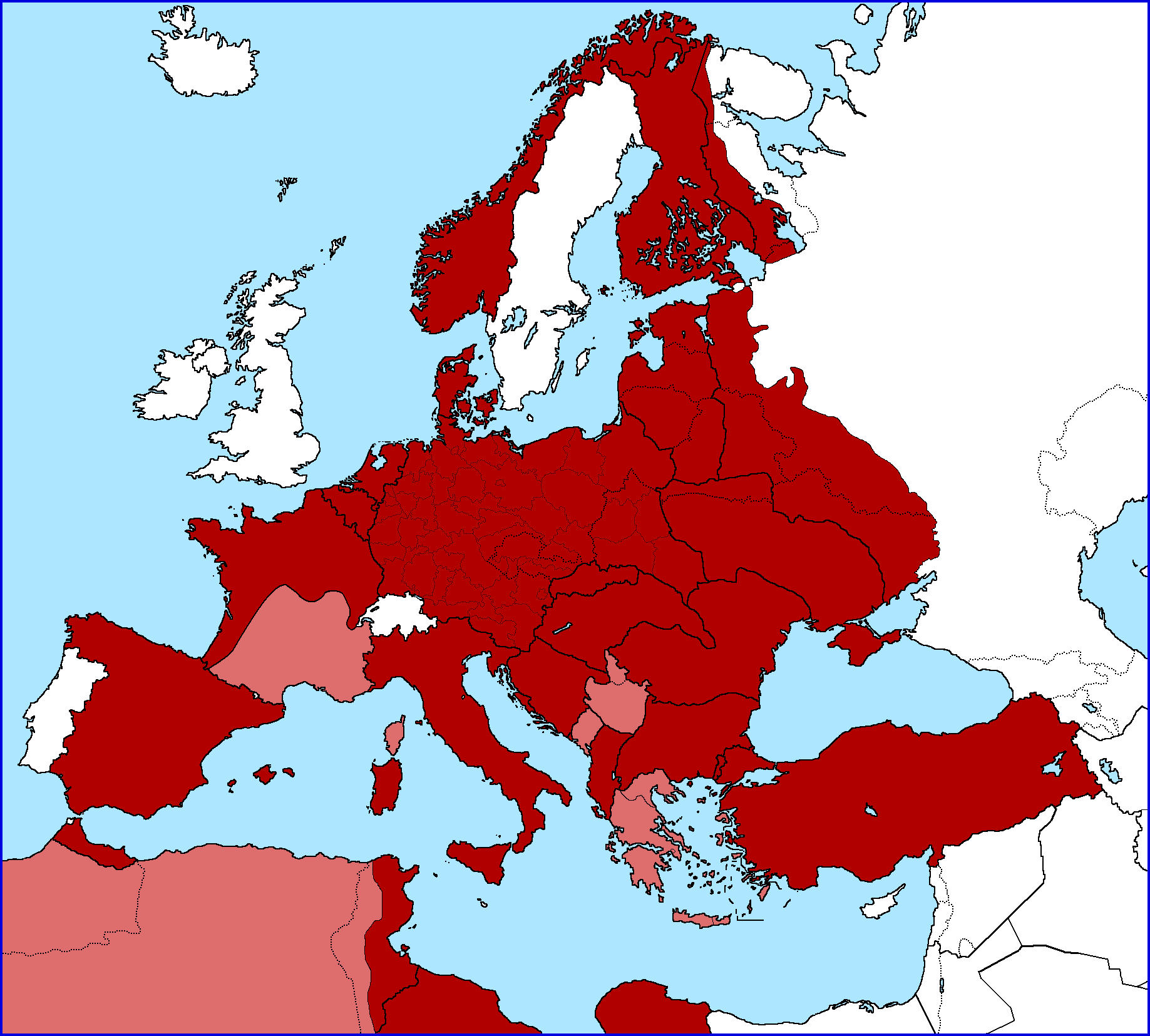
Países europeos firmantes del Pacto Anti-Komintern en noviembre de 1941. En rojo oscuro, países firmantes europeos (Alemania se muestra con los territorios ocupados). En rojo claro, países satélite y gobiernos títere no firmantes del Pacto.

El 5 de junio el general Franco pronunció un discurso ante el Consejo Nacional de FET y de las JONS reunido en Burgos en el que dijo que había conseguido la victoria contra los deseos de las «falsas democracias» —en referencia a Gran Bretaña y a Francia—, la masonería y el comunismo. Un mes después le dijo al embajador italiano que había suspendido la desmovilización del ejército posterior a la Guerra Civil para hacer frente a las «imposiciones» de británicos y franceses y que sería desplegado entre los Pirineos y Gibraltar para «hacer sentir el peso de España en el desarrollo de los acontecimientos». Francia «nunca podrá estar tranquila respecto a España», añadió. También le dijo que «en las presentes condiciones no podría afrontar una guerra europea», pero si estallaba su neutralidad sería favorable al Eje y le sería difícil «permanecer ajena al conflicto». Pocos días después, durante la visita que hizo a España el conde Ciano, ministro de Asuntos Exteriores italiano, el general Franco le reiteró que en caso de guerra se mantendría neutral pero que estaría al lado del Eje porque no creía que su régimen sobreviviera a la victoria de las democracias.
El 2 de julio apareció en el periódico Arriba, órgano oficial del partido único FET y de las JONS, un artículo firmado por José María de Areilza en el que reivindicaba la soberanía española sobre Gibraltar.

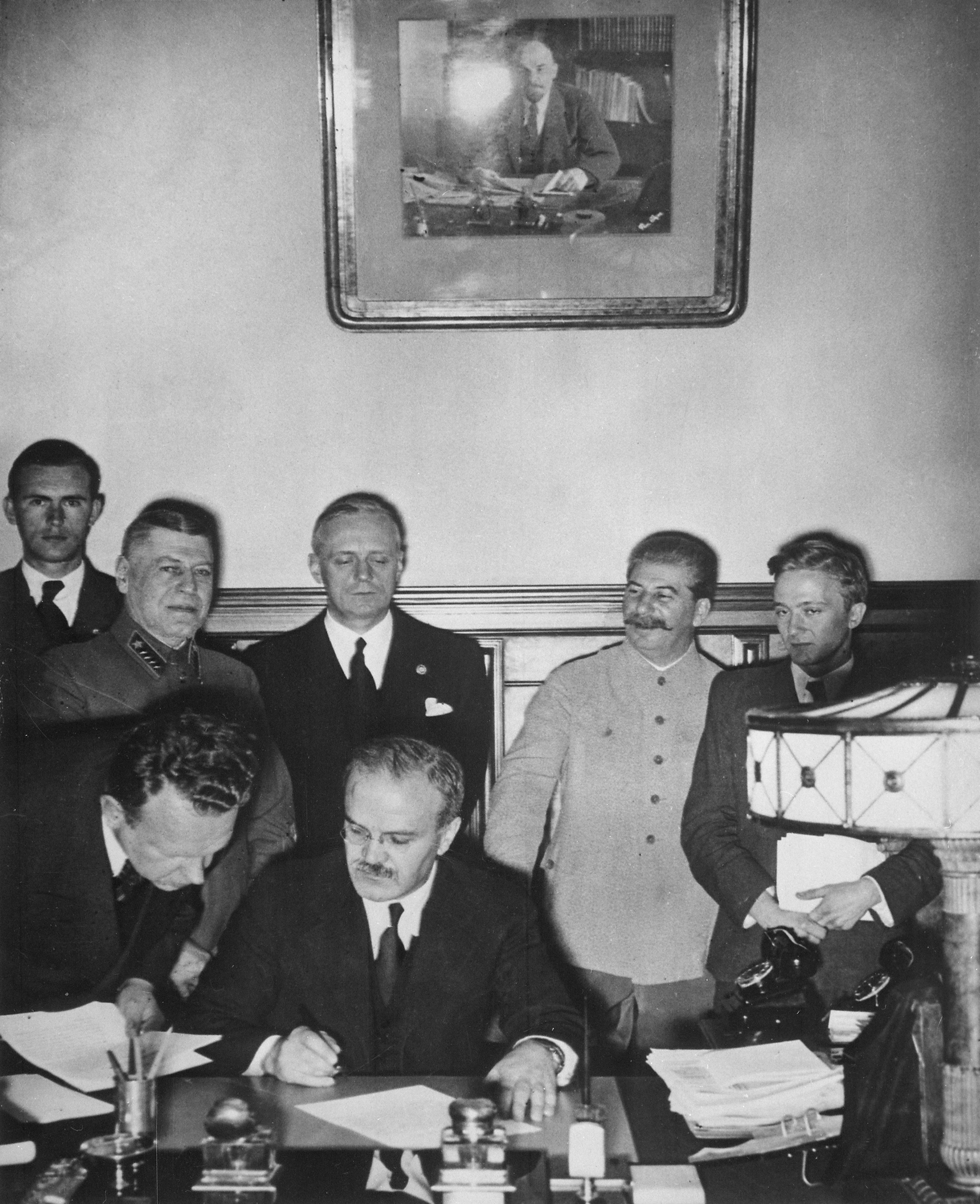
Firma del pacto germano-soviético en Moscú. En la mesa Molotov, y al fondo de pie Ribbentrop y Stalin. El pacto causó un gran desconcierto en el régimen franquista.

A finales de julio el almirante Canaris, jefe de la Abwehr, visitó al general Franco con el que acordó que España proporcionaría puertos de apoyo logístico a los submarinos alemanes en Santander, Vigo y Cádiz —y posiblemente Barcelona— si estallaba la guerra. Hitler quedó muy impresionado. «El ofrecimiento de instalaciones navales reflejaba la preocupación de Franco porque, si el Eje ganaba la próxima guerra antes de que él estuviera preparado, el mundo se reconstruiría sin reparar en sus ambiciones». Las concesiones hechas a la Armada alemana y el posterior cambio de gobierno, por el que el anglófilo Gómez Jordana fue sustituido por el entonces germanófilo Beigbeder, complacieron a Hitler quien comentó a los jefes militares que iban a dirigir la invasión de Polonia que los dos únicos aliados seguros que tenía Alemania eran Mussolini y Franco.
El anuncio del 22 de agosto de la firma del pacto germano-soviético causó un enorme desconcierto en el régimen franquista. Al día siguiente el diario Arriba titulaba: «Sorpresa, tremenda sorpresa». Los generales españoles manifestaron su indignación al conocerlo y el propio Franco se mostró consternado, pero valoró el beneficio estratégico que suponía para la Alemania nazi y le comentó a Serrano: «Es raro que ahora seamos aliados de los rusos».
El 1 de septiembre de 1939, el día en que comenzó la II Guerra Mundial, el embajador alemán en Madrid le dijo a Beigbeder que España no podía permanecer neutral «pues su futuro y el cumplimiento de sus esperanzas nacionales dependían de nuestra victoria». Sin embargo, el general Franco se vio obligado a proclamar «la más estricta neutralidad» debido a las precarias condiciones económicas por las que atravesaba el país tras una guerra civil que hacía solo cinco meses que había terminado. Pero la prensa dirigida desde el gobierno adoptó inmediatamente una postura abiertamente favorable a la Alemania nazi, utilizando profusamente el material de propaganda que le proporcionaba su embajada en Madrid. El material aliado, por el contrario, no aparecía prácticamente nunca. Así se culpó a Francia y a Gran Bretaña de la anexión de Polonia por Alemania y la Unión Soviética por haber rechazado las peticiones de Hitler.

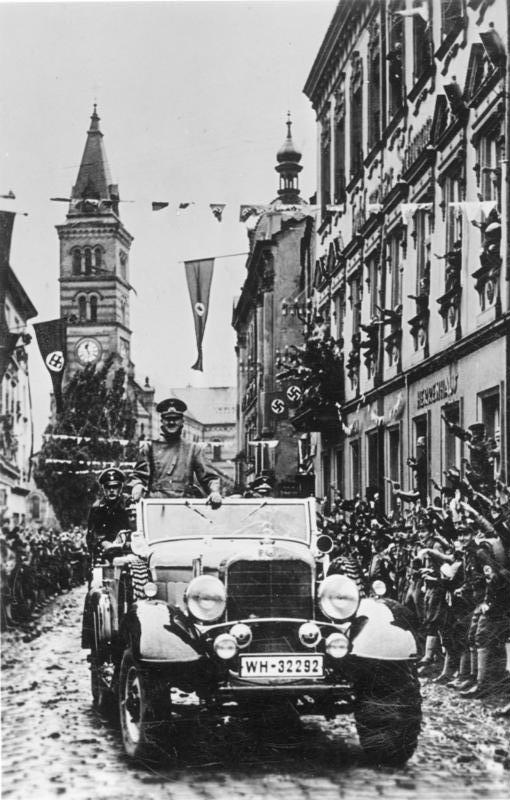
Adolf Hitler a bordo del Mercedes-Benz w31 540, modelo de coche que le regaló al general Franco (los otros dos únicos ejemplares los tenían Josef Goebbels y Benito Mussolini).

«A medida que transcurrían los meses, el entusiasmo de Franco por el Eje se volvió cada menos contenido» y ello a pesar de que «aumentaba la evidencia del deterioro de la situación económica española». El 26 de septiembre ante el Consejo Nacional de FET y de las JONS Franco habló de su disposición para tomar «decisiones heroicas si lo requerían las circunstancias». En el mensaje de fin de año de 1939 atacó a Gran Bretaña y a Francia y alabó la política antisemita de los nazis: «Ahora comprenderéis los motivos que han llevado a distintas naciones a combatir y alejar de sus actividades a aquellas razas en que la codicia y el interés es el estigma que les caracteriza». El líder nazi y ministro de propaganda Joseph Goebbels anotó en su diario: «Al menos algo a cambio de nuestro dinero, nuestra aviación y nuestra sangre». Al día siguiente, con motivo del Año Nuevo, Hitler le regaló a Franco un Mercedes de seis ruedas idéntico al suyo. En aquel momento los submarinos alemanes ya utilizaban los puertos españoles para reabastecerse y el Ministerio de Asuntos Exteriores remitía a la embajada alemana todas las informaciones que recibía de las misiones diplomáticas en el extranjero, especialmente de Francia, lo que constituía una fuente de inestimable valor para Alemania.
El 14 de abril de 1940, pocos días después de que la invasión alemana de Dinamarca y de Noruega pusiera fin a la drole de guerre, se reunió la Junta de Defensa y al día siguiente el gobierno para examinar la situación. Serrano Suñer y el ministro del Aire general Juan Yagüe eran los más firmes partidarios de entrar en la guerra del lado del Eje, en cuanto Italia lo hiciera. Pocas semanas después el general Carlos Martínez Campos, jefe del Alto Estado Mayor, le remitió al general Franco un informe, cuyas conclusiones coincidían con las de otro anterior del general Kindelán, en el que se destacaba la falta de preparación de las fuerzas armadas españolas para entrar en la guerra debido fundamentalmente a la carencia de aviones y de tanques. A esto se unía la falta de reservas de combustible y de grano —por esas fechas la ración de pan de quinientos gramos cada dos días se redujo a la mitad—. Sin embargo, tanto Franco como Serrano valoraban las perspectivas que abriría para España un rápido triunfo de Alemania, sobre Francia y Gran Bretaña, en relación con Gibraltar y con Marruecos, aunque eran conscientes de las dificultades para afrontar una guerra.
El 30 de abril Franco le envió una carta a Mussolini en la que se lamentaba de su situación: «Comprenderéis lo angustioso que es para mí y mi pueblo que lo inoportuno de esta contienda nos sorprenda tan rezagados». Según el historiador Paul Preston, Franco «no podía soportar la idea de que Francia y Gran Bretaña pudieran ser aplastadas por la Wehrmacht de Hitler y España no consiguiera parte del botín. Esperaba por tanto entrar a última hora en la guerra para hacerse con una silla de comensal en el banquete del reparto».

### De la neutralidad a la «no beligerancia» (mayo-agosto de 1940)

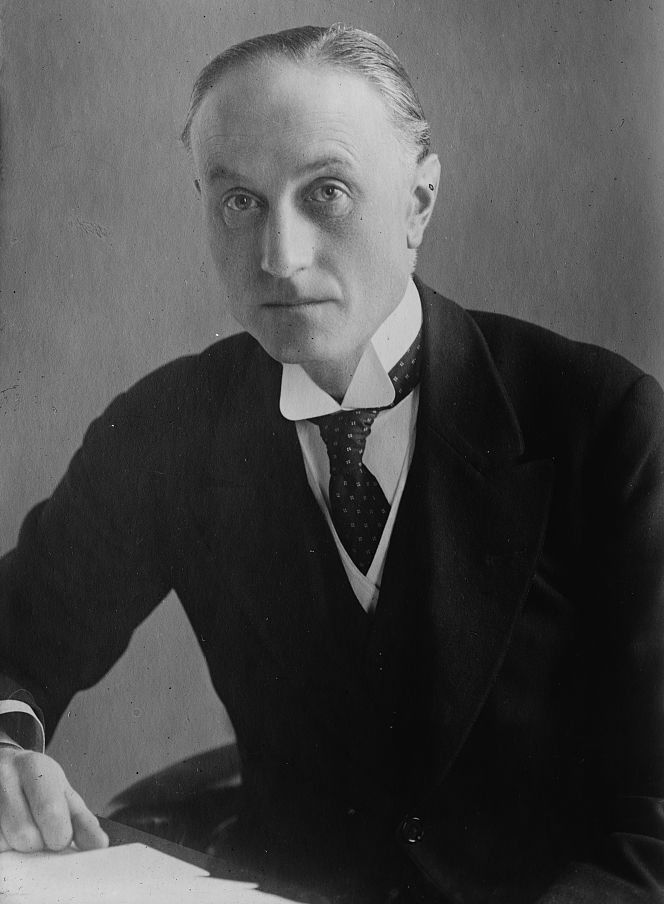
Samuel Hoare, embajador británico enviado a España en mayo de 1940 con la «misión especial» de evitar que Franco entrara en la guerra del lado del Eje.

Las victorias alemanas sobre Holanda, Bélgica y Francia en mayo y junio de 1940 y la entrada en la guerra de Italia del lado de Alemania —el día 10 de junio—, dieron un vuelco a la situación. Así cuando el nuevo embajador británico, sir Samuel Hoare, llegó a Madrid el 20 de mayo se encontró con un ambiente muy hostil hacia su país. Grupos de estudiantes falangistas apedrearon la embajada y cuando Serrano Suñer le preguntó si necesitaba más guardias Hoare le contestó con humor: «no, prefiero que envíe menos estudiantes». La «misión especial» que le había encomendado el nuevo gobierno británico presidido por Winston Churchill era que mantuviera a España fuera de la guerra. Como dijo Hoare meses más tarde: «Yo vine en lo que realmente era una misión mercantil, con el propósito de comprar tiempo, tiempo en lo local para la fortificación de Gibraltar y tiempo en lo internacional para la recuperación británica tras la caída de Francia».
Mientras el general Vigón se trasladaba a Bélgica con una carta con fecha del 3 de junio del general Franco para ser entregada a Hitler, el ministro de asuntos exteriores Beigbeder le planteaba en Madrid al embajador alemán Eberhard von Stohrer las reivindicaciones españolas sobre Gibraltar y sobre el norte y centro de África que deberían ser tenidas en cuenta cuando se negociara el tratado de paz que pondría fin a la guerra, cuyo final se veía cercano tras la derrota de Francia.
En la carta de Franco a Hitler, que el general Vigón le entregó el 16 de junio, después de felicitarle por sus grandes victorias, se hablaba de las reivindicaciones españolas en el Mediterráneo y en África y se pedían suministros de armas, vehículos, carburante y víveres, para la entrada de España en la guerra del lado del Eje. Según Luis Suárez Fernández, Hitler le respondió que tendría que consultarlo con Mussolini con quien se iba a reunir al día siguiente en Múnich. Según Paul Preston, Hitler «no aceptó el ofrecimiento de Franco de ser parte beligerante» y «se limitó a reconocer las ambiciones marroquíes de España».  En la carta, en la que le explicaba que se veía obligado a mantenerse neutral debido a las dificultades económicas y al temor a la fuerza naval británica, Franco le decía a Hitler:

Querido Führer: En el momento en que los ejércitos alemanes bajo su dirección están conduciendo la mayor batalla de la historia hacia un final victorioso, me gustaría expresarle mi admiración y entusiasmo y el de mi pueblo, que observa con profunda emoción el glorioso curso de una lucha que ellos consideran propia. […]
 No necesito asegurarle lo grande que es mi deseo de no permanecer al margen de sus cuitas y lo grande que es mi satisfacción al prestarle en toda ocasión servicios que usted estima como valiosos.

Mapa del África colonial en 1939, antes de iniciarse la Segunda Guerra Mundial.

El 9 de junio, el día anterior a la entrada de Italia en la guerra, Mussolini le había escrito a Franco una carta en la que le decía: «Cuando lea esta carta, Italia habrá entrado en la guerra del lado de Alemania. Solicito de usted, dentro de las amplias líneas de su política, la solidaridad moral y económica con Italia. En la nueva reorganización del Mediterráneo que resultará de la guerra, Gibraltar será devuelta a España».
El 13 de junio de 1940, cuando los alemanes estaban a punto de entrar en París, el general Franco abandonó la «estricta neutralidad» y se declaró «no beligerante», que era el estatuto que había adoptado Italia antes de entrar en la guerra. Cuando Hoare se entrevistó con Franco y le pidió explicaciones sobre el abandono de la neutralidad por la no beligerancia, el Generalísimo le dijo: «no beligerancia no quiere decir que vayan a producirse cambios en la neutralidad». Pero el embajador advirtió que en la mesa del despacho de Franco había dos fotografías dedicadas de Hitler y de Mussolini.
Al día siguiente de la declaración de no beligerancia, las tropas españolas ocupaban Tánger, ciudad internacional que quedó incorporada de hecho al Protectorado español de Marruecos. Para la historiografía franquista la ocupación se hizo con el acuerdo del gobierno francés que concedió el permiso el 13 de junio. Sin embargo, Paul Preston afirma que el embajador español en Francia se limitó a comunicar a los franceses que la acción se había tomado para garantizar la seguridad de la ciudad, justificación que la historiografía franquista ha dado por válida. Sin embargo, la prensa, controlada por el régimen, presentó la ocupación de Tánger como el fin de las claudicaciones españolas y como el primer paso para reconstruir el Imperio español, y, por otro lado, el ministro de asuntos exteriores Beigbeder se jactó ante el encargado de negocios italiano de que la ocupación de Tánger se había perpetrado «cuando el Quai d'Orsay tenía que preocuparse de cosas bastante más graves que oponerse a las intenciones españolas» en referencia a la entrada ese mismo día de las tropas alemanas en París. Además Hitler le dijo al general Vigón cuando lo recibió en Bélgica el 16 de junio que estaba encantado de que Franco «hubiera pasado a la acción sin mediar palabra». 
En realidad la ocupación de Tánger, según Paul Preston, era el primer paso para construir un imperio español en África. El 19 de junio Franco reveló sus pretensiones a los italianos: apoderarse del Marruecos francés y de una parte de la Argelia francesa y extender el Sahara español, también a costa de la colonia francesa de Mauritania, así como expandir los territorios en torno a la colonia española de Guinea en el centro de África.
En esa época el régimen franquista tenía un especial interés en la ciudad de Orán, en la Argelia francesa. Para ello utilizó, entre 1940 y 1942, presiones diplomáticas y campañas de prensa. La campaña fue bautizada operación Cisneros por los servicios de contrainteligencia de la Francia de Vichy.

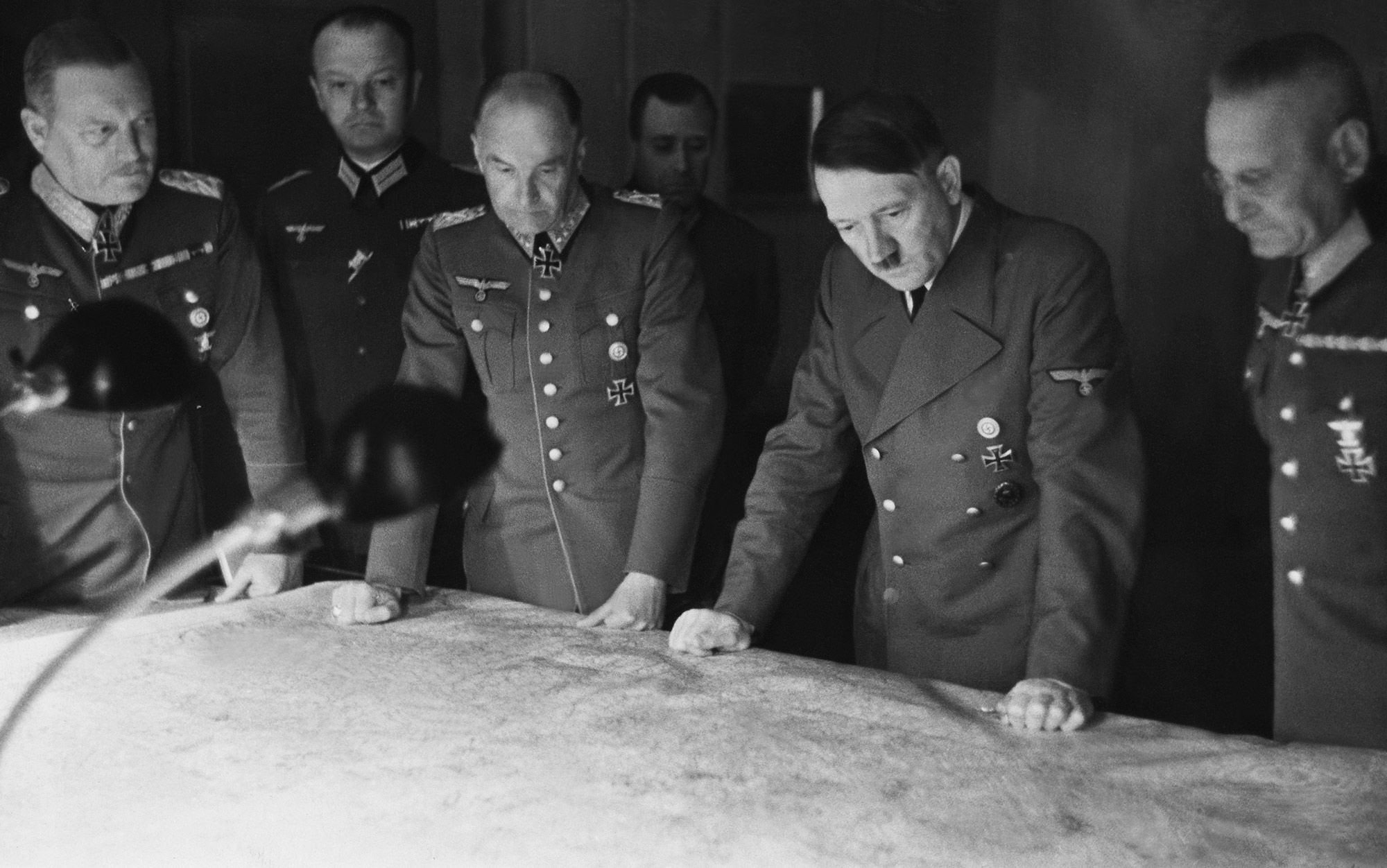
Hitler reunido con sus generales (junio de 1940).

El 19 de junio el marqués de Magaz entregaba en Berlín un documento en el que Franco se ofrecía a entrar en la guerra al lado del Eje, en caso de que Gran Bretaña mantuviera las hostilidades, a cambio de armas, municiones y suministros de alimentos y combustible que se podían obtener de las reservas de la derrotada Francia. El 22 de junio Franco recibió al embajador británico recomendándole que se rindieran: «¿Por qué no acaban la guerra ahora? Nunca vencerán. Todo lo que sucederá, si se permite que la guerra continúe, es la destrucción de la civilización europea». Por otro lado el embajador español en París en aquellos críticos días de junio de 1940 trabajó para la causa alemana pues las informaciones que pudo obtener en sus conversaciones con el mariscal Pétain y con Pierre Laval fueron trasladadas vía Madrid al gobierno alemán. Finalmente, Hitler, convencido de que Gran Bretaña estaba a punto de ser derrotada, mostró un escaso interés por la oferta de Franco de entrar en la guerra y de aceptar sus condiciones. La respuesta oficial del gobierno alemán se limitó a decir que tomaba en consideración los deseos territoriales españoles en el norte de África y que se comprometía a estudiar sus peticiones de material militar «en el momento oportuno».

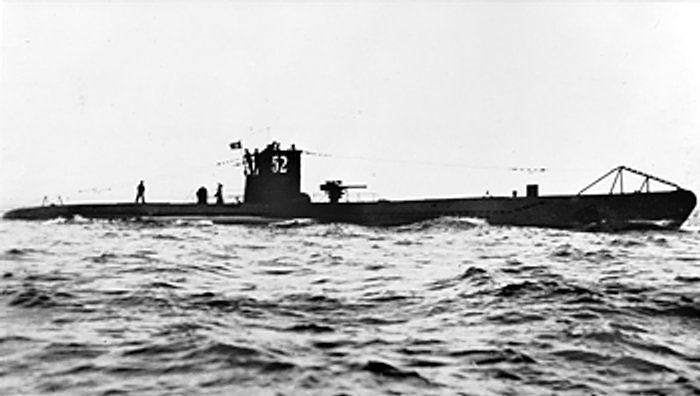
Los submarinos alemanes fueron abastecidos y reparados en puertos españoles.

Sin embargo, la historiografía franquista ha sostenido que la carta a Hitler, y en general toda la política exterior de Franco respecto de la Alemania nazi, fue una maniobra dilatoria del Generalísimo para evitar la entrada de España en la guerra: se ponía una condición que se sabía que ni Alemania ni Italia la aceptarían —«unos territorios africanos tan amplios que ni Italia ni Alemania podían admitir»—. La razón sería que tenía a las divisiones alemanas en la frontera de los Pirineos. Paul Preston, mantiene que «ése es un argumento totalmente mendaz. No hay una sola razón que apoye la idea de una acción hostil alemana contra España. En cualquier caso, en el verano de 1940, cuando ya estaba en estudio la ofensiva contra la Unión Soviética, la Wehrmacht no podía disponer de fuerzas para atacar España. Además, dada la magnitud de la valiosa cooperación prestada por Franco, Hitler no tenía necesidad de semejante ayuda».
«Los submarinos alemanes estaban siendo abastecidos y reparados en puertos españoles y se permitía a sus tripulaciones de relevo viajar a través de España. […] Franco también permitió que aviones de reconocimiento alemanes volaran con distintivos españoles y en La Coruña existía una estación de radio al servicio de la Luftwaffe… [y además] aviones alemanes operaban desde aeropuertos españoles contra navíos aliados. Los aparatos alemanes que se veían obligados a aterrizar en territorio español eran reparados por españoles y a los alemanes se les permitía realizar detalladas inspecciones de los aviones británicos y americanos averiados. El espionaje y el sabotaje alemán contra blancos aliados en España se vio facilitado por las autoridades españolas. Asimismo, los puestos de observación alemanes en la costa mediterránea permitieron que el alto mando alemán dispusiera de información exacta sobre el número, tipo y ruta de los barcos británicos y norteamericanos que entraban en el Mediterráneo y atacarlos en consecuencia».
El 27 de junio las tropas alemanas llegaban a la frontera española por Irún y el capitán general de la VI Región Militar, general José López Pinto, celebró una recepción oficial en su honor en San Sebastián, brindando con el grito de ¡Viva Hitler!, lo que motivó las repetidas protestas del embajador británico, hasta que López Pinto fue finalmente relevado de su puesto.
El 1 de julio el almirante Wilhelm Canaris, jefe de la Abwehr, fue recibido por el general Franco, después de haberse entrevistado con los ministros de Asuntos Exteriores y del Aire. Canaris le comunicó que de momento Alemania no estaba interesada en la entrada de España en la guerra, pero le pidió que en caso de que Portugal se decantara del lado británico permitiera el paso de tropas alemanas por territorio español, e insinuó que estas tropas podrían recuperar Gibraltar. Franco no accedió, pero le dijo que esa acción la podría realizar el Ejército español si recibía artillería pesada y aviones de Alemania. Ese mismo día el general Franco se entrevistó con el embajador portugués para intentar convencerle de que Portugal abandonara su tradicional amistad con Gran Bretaña porque «Alemania tiene ganada la guerra. Lo máximo que Inglaterra puede hacer era durar un poco más con la esperanza de obtener mejores condiciones de paz que Francia». También alabó a Hitler, «un hombre extraordinario, moderado, sensible, lleno de humanidad y con grandes ideas». De hecho durante la primera semana de julio se desplegaron tropas españolas en la frontera portuguesa.

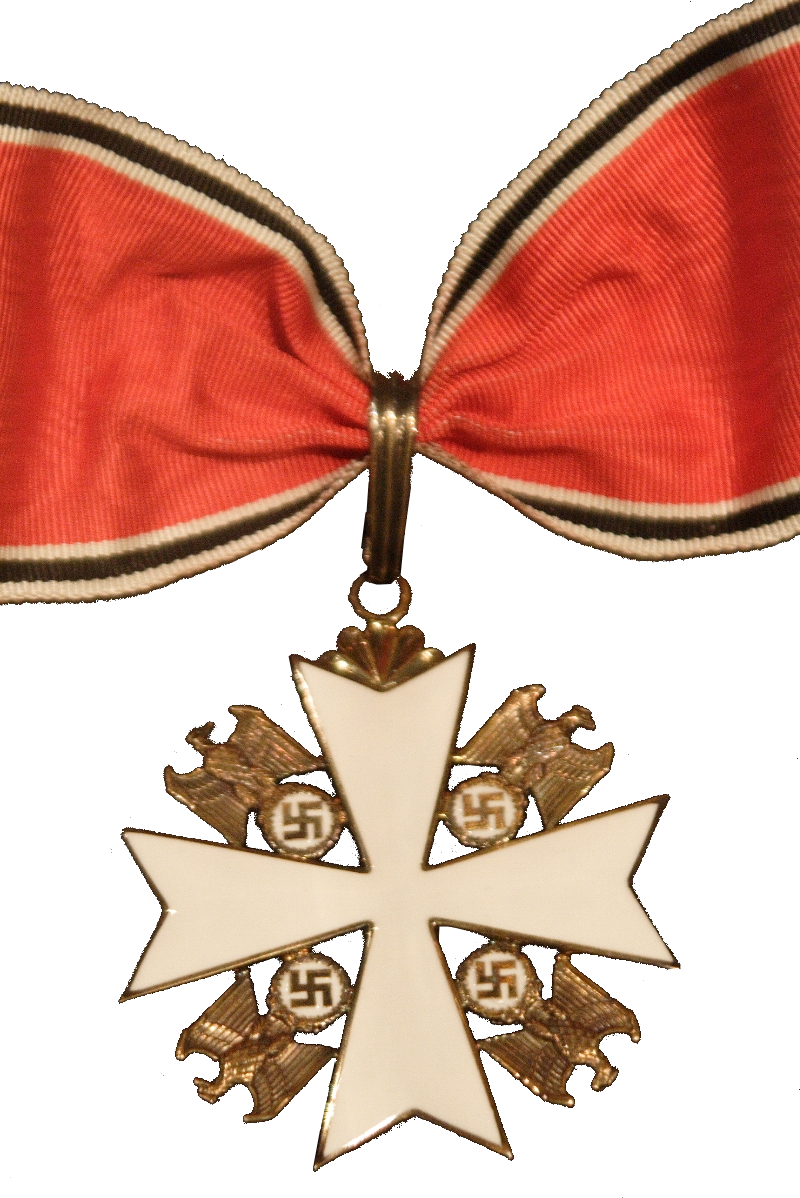
Gran Cruz de la Orden del Águila Alemana, que Hitler concedió a Franco el 18 de julio de 1940. Se trataba de la más alta condecoración del Tercer Reich que se podía conceder a un extranjero. Cuando el embajador alemán le impuso la medalla el 6 de septiembre, Franco emocionado habló de su fe en "el triunfo de nuestros ideales comunes".

El 17 de julio el general Franco pronunció un discurso ante el Consejo Nacional de FET y de las JONS agresivamente imperialista y antisemita, salpicado con la retórica fascista y alabanzas a las «fantásticas victorias» de Hitler «en los campos de batalla de Europa», que fue muy elogiado por la prensa italiana y alemana —de hecho al día siguiente Hitler le concedió a Franco la condecoración más alta para un extranjero: la Gran Cruz de Oro de la Orden del Águila Alemana—:

Hemos derramado la sangre de nuestros muertos para hacer una Nación y forjar un imperio… Y hasta en los últimos momentos cuando aquella santa Reina pone su firma en el testamento suscribe un testamento político para su pueblo: el mandato de Gibraltar, la visión africana, unidad política, expresión política, mandatos políticos que pasados cuatro siglos aún perduran en eterna lección. […]
No queremos la vida fácil y cómoda. Queremos la vida dura, la vida difícil, la vida de los pueblos viriles… Quinientos mil muertos por la salvación y por la unidad de España ofrecimos en la primera batalla europea del orden nuevo. No estamos ausentes de los problemas del mundo. No han prescrito nuestros derechos ni nuestras ambiciones; la España que tejió y dio su vida a un continente se encuentra ya con pulso y virilidad. Tiene dos millones de guerreros dispuestos a enfrentarse en defensa de sus derechos.

El 20 de julio Canaris volvió a España para reconocer el área de Gibraltar y trazar planes para un ataque al Peñón. Le acompañó el general Agustín Muñoz Grandes. El 2 de agosto entregó su informe al Oberkommando der Wehrmacht en el que decía que la operación era viable.
La resistencia británica en la batalla de Inglaterra hizo variar la opinión de Hitler y del Estado Mayor alemán sobre la posición de España en la guerra y el 2 de agosto von Ribbentrop comunicó a Eberhard von Stohrer, embajador alemán en Madrid, que «lo que queremos conseguir ahora es la pronta entrada de España en la guerra». Pero tanto el informe de von Stohrer como el elaborado por el Alto Mando alemán eran muy pesimistas sobre la capacidad militar y económica española para sostener la guerra sin una abundante ayuda alemana en suministros, carburante, municiones y armas —«sin ayuda extranjera, España sólo podía sufragar una guerra de corta duración», concluía el informe del mando alemán—. Así pues, las elevadas peticiones que habían presentado los españoles en junio «no eran un invento para desalentar a los alemanes», como dijo la propaganda franquista a partir de 1945, sino que eran muy realistas: 400.000 toneladas de gasolina, 600.000 o 700.000 toneladas de trigo, 200.000 toneladas de carbón, 100.000 toneladas de diésel, 200.000 toneladas de petróleo, además de grandes cantidades de materias primas como algodón, caucho, pasta de madera, cáñamo, yute, etc.
El 8 de agosto el general Franco recibía al embajador alemán von Stohrer que portaba la petición expresa de Hitler de que España entrara en la guerra para hacer posible el ataque alemán a Gibraltar. Pero el Generalísimo alegó que antes de dar ese paso era necesario que Alemania satisficiera las aspiraciones españolas en África y que suministrara las armas, municiones, alimentos, petróleo, etc. que España no recibiría a causa del bloqueo naval británico que se impondría en cuanto entrara en la guerra del lado de las potencias del Eje. El 15 de agosto Franco le escribía a Mussolini que entraría en la guerra «cuando se presente la ocasión favorable». Mussolini le contestó que si esperaba más de la cuenta podría quedarse fuera de las negociaciones que seguirían a la derrota de Gran Bretaña. La reacción de Franco a la respuesta del Duce fue convocar urgentemente al embajador italiano para decirle: «Como siempre el Duce es claro como el agua. Como siempre, dice lo esencial. Si ellas [las potencias occidentales] le hubieran escuchado, no estarían en la caótica situación en la que se encuentran».

### La cuestión de la entrada en la guerra y la entrevista de Hendaya (septiembre-octubre de 1940)

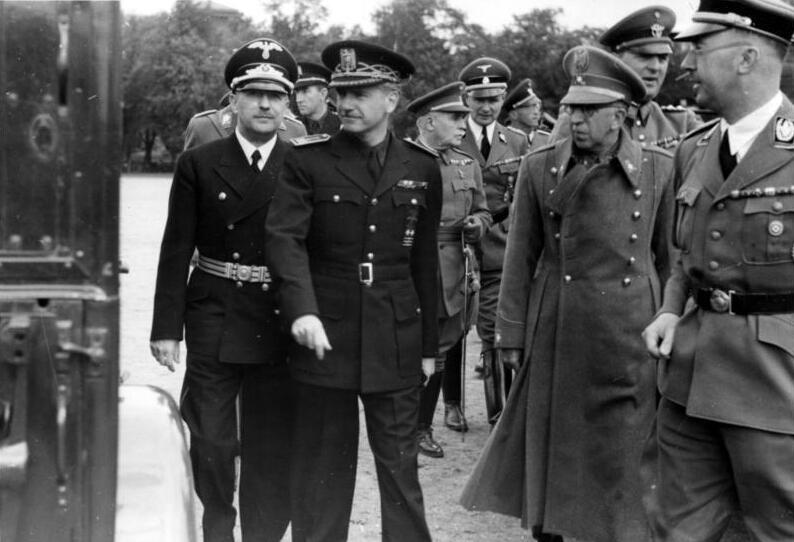
Visita a Berlín del cuñadísimo Ramón Serrano Suñer, acompañado del general Sagardía, siendo recibido por Himmler.

En septiembre de 1940 el general Franco envió a Ramón Serrano Suñer a Berlín para que acordara las condiciones de la entrada de España en la guerra del lado del Eje. Sin embargo, el alto mando alemán no compartía el optimismo de Hitler sobre la importancia de la contribución española a la guerra, dadas las precarias condiciones económicas y militares que padecía, y calificaba la postura española como oportunista —el almirante Canaris le recalcó a Hitler que «desde el principio la política de Franco consiste en no entrar en la guerra hasta que Gran Bretaña esté derrotada, porque tiene miedo de su poder»—. Además Göring le comunicó al Führer que Alemania no podía atender las elevadas peticiones españolas en suministros y armas. De todas formas, la intención de Hitler, según le confesó al general Franz Halder, era «prometer a los españoles todo lo que quisieran, sin importar si la promesa se podía cumplir».
El 16 de septiembre Serrano llegó a Berlín para discutir la entrada española en la guerra más allá de las anteriores «tentativas esporádicas», tal como le aseguró a Ribbentrop en su primera entrevista. Durante la misma el ministro de Asuntos Exteriores alemán le dijo a Serrano que si el Marruecos francés pasaba a España, se deberían establecer bases alemanas en Mogador y Agadir con el «hinterland apropiado», y también en una de las Islas Canarias —más tarde Ribbentrop también incluyó en su petición la Guinea Española—. Como comentó el embajador von Stohrer, «España no puede esperar de nosotros que le brindemos un nuevo imperio colonial con nuestras victorias y no obtengamos nada a cambio». Así pues, «Serrano Suñer esperaba ser tratado como un valioso aliado y en cambio fue tratado como representante de un Estado satélite». Por otro lado, Ribbentrop le ocultó a Serrano que la operación León Marino —la invasión de Inglaterra— iba a ser suspendida.
Al día siguiente Serrano se entrevistó con Hitler pero no consiguió un compromiso firme de que las reclamaciones españolas sobre África serían atendidas a cambio de la entrada de España en la guerra. Por otro lado, la petición española de suministros (800.000 toneladas de trigo, 100.000 de algodón, 25.000 de caucho y 625.000 de fertilizantes), que no era nada exagerada, tampoco fue atendida.
Durante la estancia de Serrano Suñer en Berlín se firmó el 27 de septiembre el Pacto Tripartito entre Alemania, Italia y Japón, acto al que asistió como invitado. Tanto alemanes como españoles consideraron la visita de Serrano Suñer como un relativo fracaso. «Los alemanes creían que pedía demasiado; él, que Hitler ofrecía demasiado poco». Hitler se reunió el 28 de septiembre con el conde Ciano a quien le dijo que «no se puede avanzar con los españoles sin acuerdos muy concretos y detallados» y destacó la desproporción entre lo que Franco pedía y lo que podía ofrecer, además de expresar sus dudas sobre si tenía «la misma fuerza de voluntad para dar que para recibir». Concluyó que en esas circunstancias se oponía a la intervención española en la guerra, «porque costaría más de lo que vale». Esto mismo le manifestó a Mussolini durante la entrevista que mantuvieron en el Brennero el 4 de octubre. El Duce estuvo de acuerdo con él: «España pedía mucho y no daba nada». Como ha destacado Paul Preston, «si Hitler hubiera deseado realmente inclinar a Franco a su favor, le habría resultado muy fácil enviando suministros o tomando una actitud más generosa con respecto a las ambiciones imperiales de aquél». Mientras tanto el general Franco seguía ilusionado con la posibilidad de obtener el Marruecos francés para España, lo que según Serrano Suñer «había sido su deseo de siempre», y ello a pesar del agravamiento de la crisis alimentaria en España.

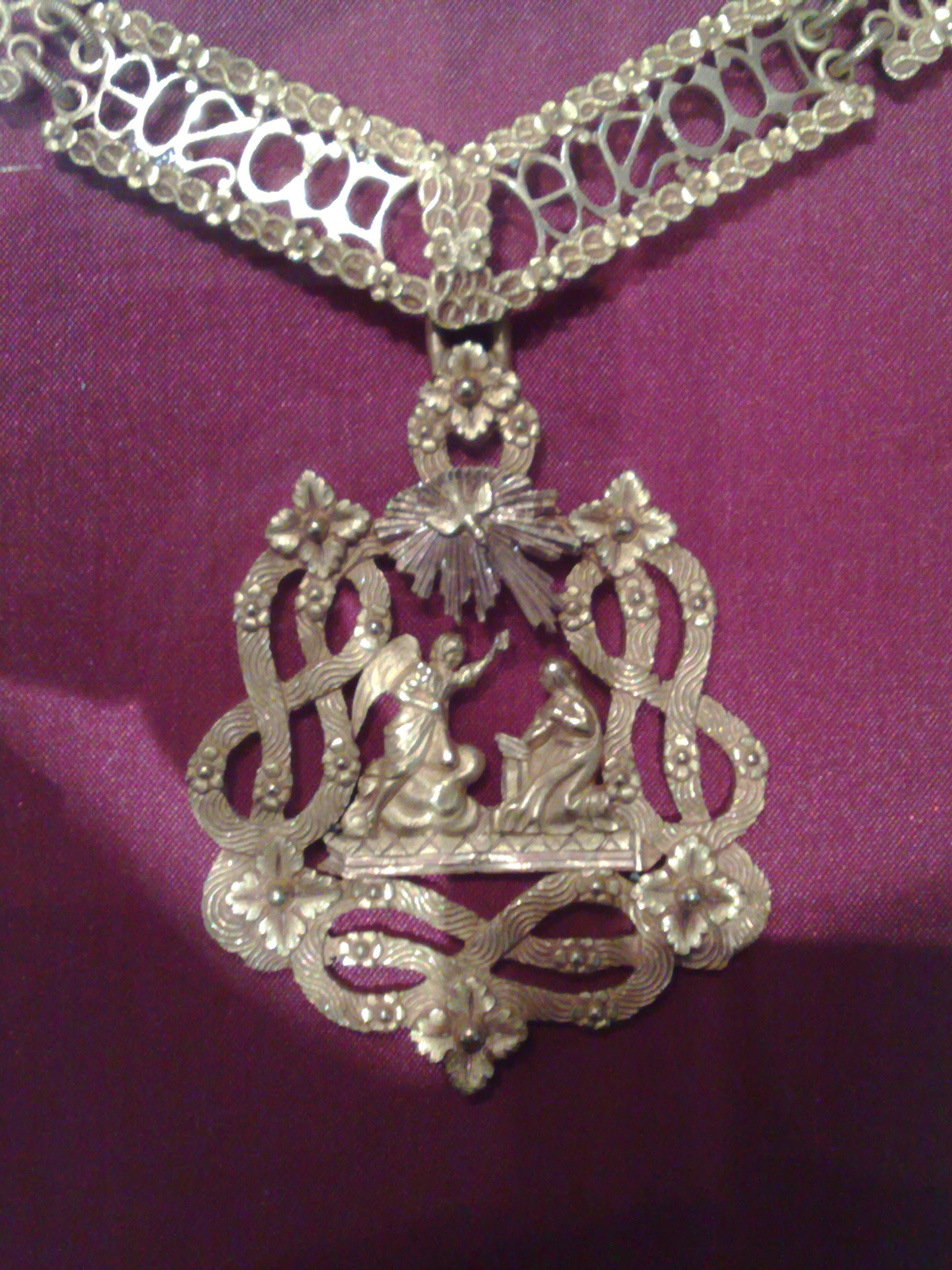
Collar de la Suprema Orden de la Santísima Anunciación concedido Franco por el rey de Italia a propuesta de Mussolini y que le fue impuesto por el enviado especial del Duce el 11 de octubre de 1940.

Por su parte los británicos estaban dispuestos a hacer concesiones para evitar que España entrara en la guerra. El 8 de octubre el primer ministro Winston Churchill manifestaba en la Cámara de los Comunes que Gran Bretaña deseaba «ver a España ocupando al puesto a que tiene derecho como gran potencia mediterránea y como guía y miembro de la familia de Europa y de la Cristiandad», y que entendía la necesidad que tenía de mantenerse neutral «para reedificar su vida nacional con dignidad, clemencia y honor». La prensa española controlada por Serrano mencionó el discurso pero omitió las referencias a España.
El alineamiento cada vez mayor del general Franco con el Eje se hizo evidente cuando el 16 de octubre nombró a Serrano Suñer ministro de Asuntos Exteriores —en lugar del coronel Juan Beigbeder, que había adoptado una posición cada vez más probritánica, lo que había molestado a Hitler— y destituyó al otro ministro anglófilo, Luis Alarcón de la Lastra, cuya cartera de Industria y Comercio fue ocupada por el empresario falangista Demetrio Carceller Segura, quien desarrollaría el programa de exportación de materias primas a Alemania. El cese de Beigbeder despertó los temores en Gran Bretaña de que la entrada en la guerra de España estaba próxima. Por su parte Mussolini le escribió a Hitler que el cambio de gobierno en España «nos permite asegurarnos de las tendencias hostiles al Eje se han eliminado o al menos neutralizado». Cuatro días después el jefe de la policía y las SS, Heinrich Himmler, iniciaba su visita a España para supervisar las medidas de seguridad adoptadas para el encuentro entre Franco y Hitler previsto para el día 23 de octubre. Otro de los objetivos del viaje era estrechar la cooperación entre la policía española y la Gestapo, de lo que quedó encargado el agregado de seguridad de la embajada alemana y oficial de las SS Paul Winzer.
En una de sus primeras acciones el nuevo ministro de asuntos exteriores dio un nuevo impulso al Servicio Exterior de Falange y nombró como jefe del mismo a Felipe Ximénez de Sandoval. Una consecuencia de este nuevo impulso fue un aumento presupuestario del Servicio Exterior de Falange, y la intensificación de sus actividades. Para entonces, Falange había establecido numerosas delegaciones en países hispanoamericanos y muy singularmente en Filipinas, haciendo propaganda a favor del régimen franquista.
El 23 de octubre de 1940 Franco y Hitler mantuvieron la histórica entrevista en Hendaya para intentar resolver los desacuerdos sobre las condiciones españolas para su entrada en la guerra del lado de las potencias del Eje. Sin embargo, después de siete horas de reunión Hitler siguió considerando desorbitadas las exigencias españolas: la devolución de Gibraltar (tras la derrota de Gran Bretaña); la cesión del Marruecos francés y de una parte de la Argelia francesa a España más el Camerún francés que se uniría a la colonia española de Guinea; el envío de suministros alemanes de alimentos, petróleo y armas para paliar la crítica situación económica y militar que padecía España. El único resultado de la entrevista fue la firma de un protocolo secreto en el que Franco se comprometía a entrar en la guerra en una fecha que él mismo determinaría y en el que Hitler garantizaba solo vagamente que España recibiría «territorios en África».
Según Paul Preston, Franco fue a Hendaya «con la esperanza de obtener una recompensa adecuada a sus reiteradas ofertas de unirse al Eje» intentando «sacar provecho de lo que consideraba la decadencia de la hegemonía anglofrancesa que había mantenido a España en una posición subordinada durante más de dos siglos». Por su parte «Hitler no tenía intenciones de exigir a Franco que España entrara en la guerra de inmediato» y no estaba dispuesto a ceder a Franco el Marruecos francés porque creía que la Francia de Vichy estaba más capacitada que la España de Franco para defenderlo de un ataque británico. Al día siguiente de su encuentro con Franco en Hendaya tenía previsto reunirse con Pétain en Montoire-sur-le-Loire. En realidad, según Preston, «Hendaya y Montoire constituían un viaje de reconocimiento para ver si existía un modo de hacer compatibles las aspiraciones de Franco y de Pétain y para ayudarse a decidir su futura estrategia en el suroeste de Europa. El Führer era consciente del hecho de que sus consejeros militares y diplomáticos creían que no debía incorporar a Franco a la guerra». Dos de ellos le dijeron: «La situación interior de España está tan deteriorada que hace de ella un compañero político inservible. Tenemos que lograr los objetivos esenciales para nosotros (Gibraltar) sin su participación activa». Así durante la entrevista Hitler le explicó a Franco que sus ambiciones sobre Marruecos chocaban con la necesidad que tenía Alemania de conseguir la cooperación de la Francia de Vichy, con lo que las esperanzas de Franco de conseguir «una gran conquista territorial a prácticamente ningún coste» se desvanecieron completamente.

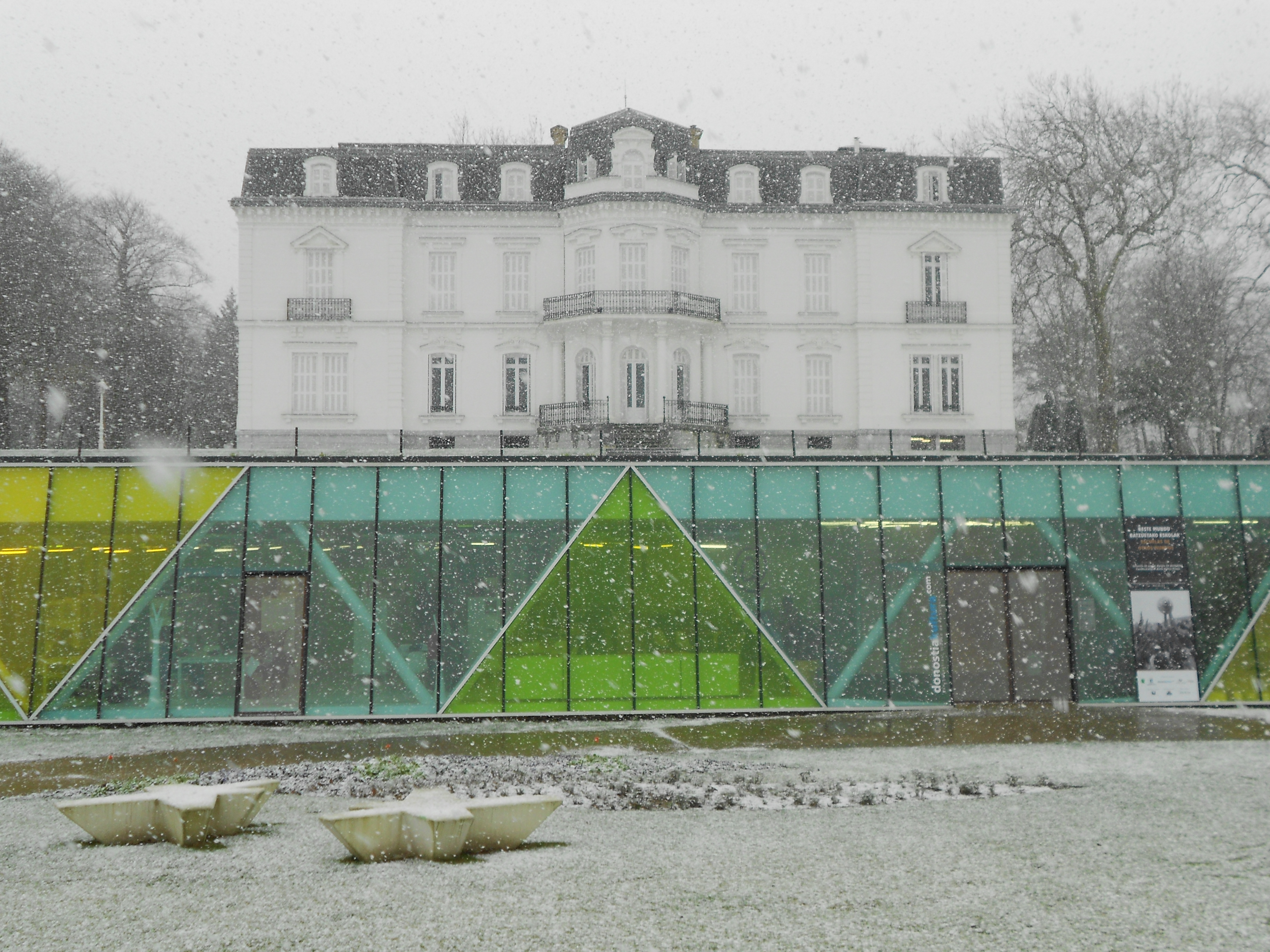
Palacio de Ayete de San Sebastián.

La entrevista, que había empezado a las tres y media de la tarde, terminó a las seis y cinco. Mientras le acompañaba hasta el coche-salón del tren español, Franco le comentó a Serrano Suñer: «estos tíos lo quieren todo y no dan nada» —por su parte Hitler comentó: «con estos tipos no hay nada que hacer»— Luego Serrano regresó al tren alemán para entrevistarse con Ribbentrop a quien le dijo que «en lo que concernía a las peticiones territoriales de España, las declaraciones de Hitler habían sido muy vagas y no constituían una garantía suficiente para nosotros». Según el intérprete de Ribbentrop, este «maldecía al jesuita Serrano y al ingrato cobarde de Franco, que nos lo debe todo y ahora no se unirá a nosotros», y Hitler también despotricó contra el «cerdo jesuita» y «contra el orgullo español fuera de lugar», lo que según Paul Preston, no prueba que «Hitler y Ribbentrop estuvieran rojos de ira porque la hábil retórica de Franco y su cuñado estuviera conteniendo la fuerza alemana» sino que «los insultos son más indicativos de un desdén teutónico por las egoístas pretensiones del Caudillo y su engreído convencimiento de estar en el mismo plano que el Führer».
Durante la entrevista que mantuvieron los ministros de Asuntos Exteriores acordaron elaborar un protocolo secreto. Los alemanes presentaron un borrador pero Serrano y Franco entre las dos y las tres de la madrugada elaboraron una nueva propuesta en el palacio de Ayete de San Sebastián a donde habían vuelto tras la entrevista. El texto fue llevado a Hendaya por el embajador español en Alemania, el general Eugenio Espinosa de los Monteros, aunque las enmiendas introducidas al texto alemán no fueron aceptadas por Ribbentrop, lo que Serrano ocultó a Franco. El protocolo comprometía a España a unirse al Eje en una fecha decidida por «común acuerdo de las tres potencias», pero una vez concluidos los preparativos militares, lo que en la práctica suponía que Franco sería el que decidiría cuando entraría en la guerra. Por su parte Hitler hizo una promesa firme sobre Gibraltar pero fue muy impreciso sobre la aceptación de las reivindicaciones españolas sobre el norte de África. Tres copias del protocolo secreto llegaron a Madrid el 9 de noviembre y fueron firmadas por Serrano Suñer, devolviendo las copias alemana e italiana mediante un correo especial. Joseph Goebbels escribió en su diario: «El Führer no tiene una buena opinión de España y de Franco. Mucho ruido y pocas nueces. Nada sólido. En cualquier caso, no están en absoluto preparados para la guerra. Son hidalgos de un imperio que ya no existe. Por otro lado, Francia es otra cuestión. Mientras que Franco se mostraba muy inseguro de sí mismo, Pétain parecía confiado y sereno».

### La «Operación Félix», la entrevista de Bordiguera y el envío de la «División Azul» (noviembre 1940 -octubre 1941)
La desastrosa invasión de Grecia por Mussolini provocó que el Oberkommando der Wehrmacht (OKW) planteara la necesidad del asalto de Gibraltar para cerrar el Mediterráneo a los británicos que estaban apoyando a los griegos. «Sólo entonces, por primera vez, [Hitler] estuvo lo bastante decidido por la entrada de España en la contienda como para forzar el paso y presionar a Franco».

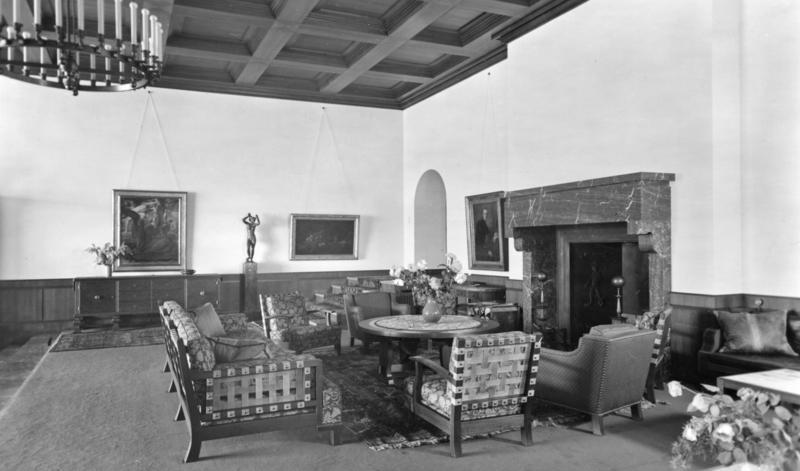
Gran Salón del Berghof en Berchtesgaden, donde tuvo lugar la entrevista entre Hitler y Serrano Suñer.

El 12 de noviembre Hitler ordenó el inicio de los preparativos de la operación Félix. Dos días después el embajador alemán le comunicaba a Serrano Suñer la invitación del Führer para que se entrevistara con él en Berchtesgaden. Franco reunió a los ministros militares que estudiaron un documento elaborado por el Estado Mayor de la Armada, del que formaba parte el capitán de navío Luis Carrero Blanco, en el que se señalaba la debilidad marítima española ante un bloqueo de la Royal Navy y los costes económicos de entrar en la guerra, por lo que se aconsejaba que no se emprendiera ninguna acción bélica contra Gibraltar mientras Gran Bretaña conservara el control del canal de Suez.
El 19 de noviembre se celebró la entrevista de Hitler y Serrano Suñer en Berchtesgaden. Hitler le habló de la absoluta necesidad de «cerrar el Mediterráneo» a los británicos tomando Suez y Gibraltar para lo que era imprescindible que España entrara en la guerra y permitiera el paso de las tropas alemanas para atacar Gibraltar. Serrano Suñer le respondió que si Alemania no proporcionaba los suministros que se le habían pedido, España dependía de la buena voluntad de la Armada británica para conseguirlos, y además le recordó la vaguedad de lo acordado en el protocolo secreto de Hendaya respecto de las reivindicaciones españolas en el norte de África. Serrano Suñer regresó a Madrid donde el general Franco respaldó completamente su postura.

Cañón de defensa costera en la cima de Gibraltar.

Hitler decidió entonces enviar a Madrid al almirante Canaris para que se entrevistara con el general Franco. El 7 de diciembre de 1940 tuvo lugar el encuentro en el que aquel le transmitió la petición de Hitler de que el 10 de enero permitiera el paso por territorio español de las divisiones alemanas que iban a atacar Gibraltar, prometiéndole que los suministros que había pedido se le entregarían después. Franco respondió que no podía cumplir con el plazo fijado debido a la difícil situación alimentaria que atravesaba España en aquellos momentos y que le hacían depender de la buena voluntad de Gran Bretaña para que llegaran los envíos de trigo que necesitaba a cambio de mantenerse neutral. 
Además alegó que la captura de Gibraltar podía suponer la pérdida de las islas Canarias a manos de los británicos, con lo que Franco por primera vez ponía en duda la rápida victoria del Eje, una idea que compartía el propio almirante Canaris, y que además estaba en desacuerdo con «el fraudulento juego que se practicaba con los españoles», según confesó más tarde a un alto mando alemán. Según Paul Preston, «la lista de la compra del Caudillo seguía siendo enorme, incluyendo vastos territorios coloniales franceses, y ahora Hitler no le ofrecía más que convertir Gibraltar en una base alemana y devolvérsela a España después de la guerra».
El almirante Canaris informó de que el general Franco le había explicado que «España podía entrar en guerra solamente en el momento en que Inglaterra estuviera al borde del colapso». Ante el fracaso de la misión de Canaris Hitler ordenó interrumpir la operación Félix. Goebbels anotó en su diario: «Franco no está cumpliendo su parte. Probablemente es incapaz de hacerlo. No tiene carácter. Y la situación dentro de España es todo menos feliz. El hecho de que no tengamos Gibraltar es un serio golpe».
Así pues, «fue el hambre lo que obligó a Franco a echarse atrás en el momento decisivo». Así lo reconoció Serrano Suñer ante el embajador de Italia el 8 de enero: «Si España hubiera obtenido de Alemania lo necesario, no para engrosar sus reservas, sino para la supervivencia cotidiana, España ya estaría en la guerra al lado del Eje. Por desgracia, eso no había ocurrido, y el gobierno español debió contentarse con el odioso chantaje de Inglaterra y de Estados Unidos. Dígale [a Mussolini] que, a pesar de todos los obstáculos, España está preparándose seriamente en la esfera militar para estar a punto en futuras tentativas».

Despliegue de tropas previsto por el Alto Mando Alemán por la Operación Félix en la península ibérica y posible respuesta esperada de las tropas aliadas.

También influyó en la decisión de Hitler de suspender la Operación Félix la derrota que sufrieron las fuerzas italianas en el norte de África —el mismo día de la entrevista entre Canaris y Franco—, lo que ponía fin al intento de invasión de Egipto, y a partir de la cual habían comenzado a retroceder hacia Trípoli empujados por el avance británico —lo que se sumaba a las graves pérdidas sufridas por la marina italiana en la batalla de Tarento—.
Un último intento para cambiar la posición de Franco tuvo lugar el 20 de enero de 1941 cuando el embajador alemán von Stohrer se entrevistó con el Generalísimo para transmitirle la decisión de su gobierno por la que se le conminaba a que en un plazo máximo de veinticuatro horas entrara en la guerra del lado del Eje. Franco pidió más tiempo, y tres días después volvieron a reunirse. Esta vez Stohrer portaba un memorándum de seis puntos que concluía así: «el gobierno alemán actúa de esta manera a fin de evitar que España emprenda a última hora un camino que, según su firme convicción, sólo puede terminar en catástrofe; pues a menos que el Caudillo decida inmediatamente unirse a la guerra de las potencias del Eje, el gobierno alemán no puede sino prever el fin de la España nacional» —Stohrer también era portador de un mensaje de Ribbentrop: «Sin la ayuda del Führer y el Duce hoy no habría España nacional ni Caudillo»—. 
El 27 de enero mantuvieron una tercera entrevista para pedirle «una vez más al general Franco, una respuesta clara» —el mensaje de Ribbentrop que debía transmitir Stohrer era aún más contundente: «Sólo la entrada inmediata de España en la guerra posee valor estratégico para el Eje y sólo con una rápida entrada puede aún el general Franco prestar a cambio un útil servicio al Eje»—. Pero Franco continuó sin fijar una fecha para la entrada en la guerra. En la primera de las entrevistas Franco le aseguró a von Stohrer que «su fe en la victoria de Alemania aún era la misma» e insistió en que «no era cuestión de si España entraría o no en guerra; eso se había decidido en Hendaya. Era sólo cuestión de cuándo». En la tercera le expuso que «la fecha de nuestra entrada en la guerra está condicionada por requisitos muy inequívocos y concretos, que no son torpes pretextos para retrasar la entrada en la guerra hasta el momento en que puedan recogerse los frutos de una victoria lograda por otros… España desea contribuir materialmente a la victoria, entrar en la guerra y salir de ella con honores».

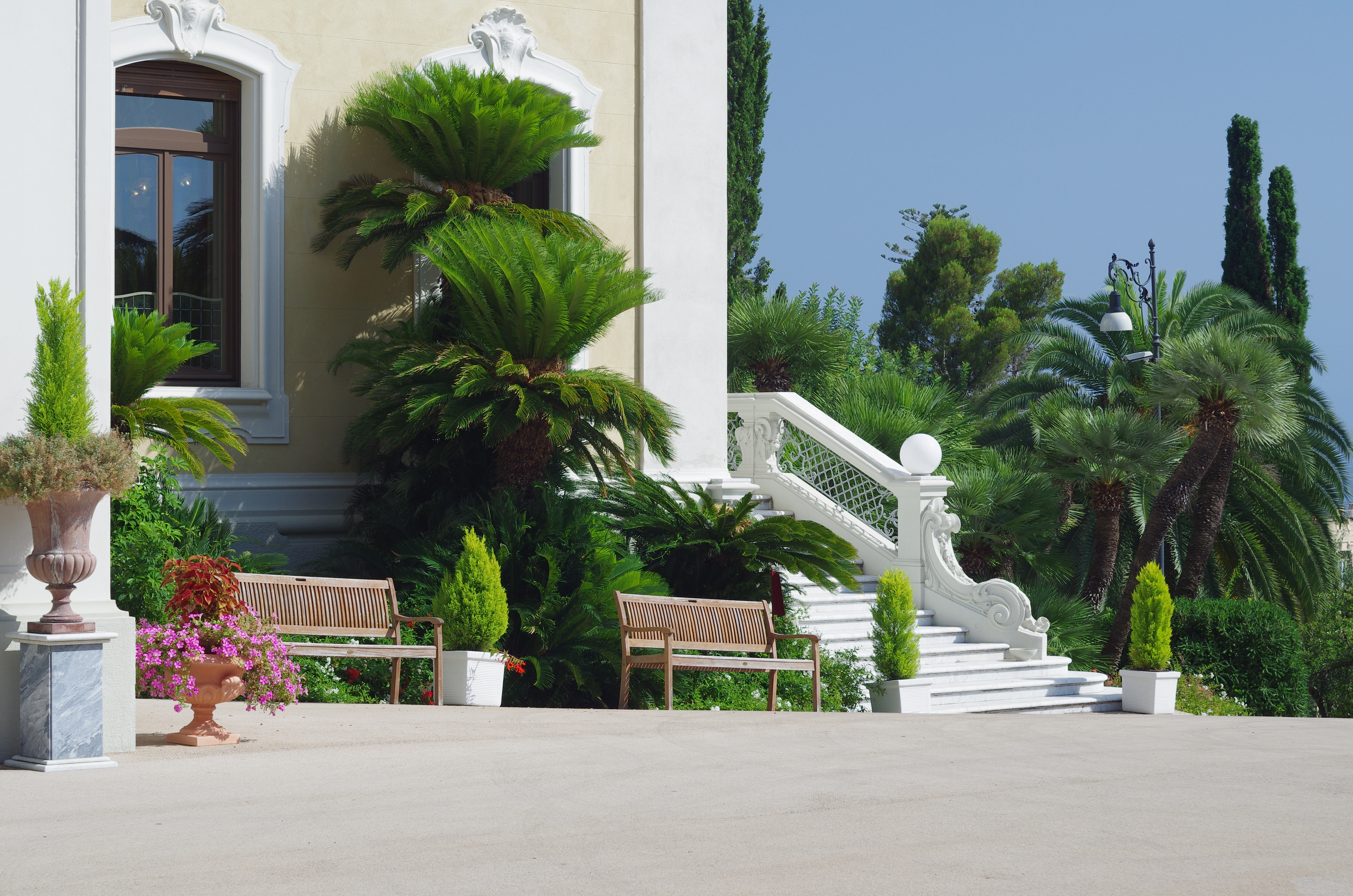
Villa Margherita de Bordighera, donde se alojaron el general Franco, su ministro de Asuntos Exteriores, Ramón Serrano Suñer, y el séquito que les acompañaba.

Hitler le pidió entonces a Mussolini que intentara convencer a Franco y el conde Ciano arregló un encuentro entre los dos en Bordighera para los días 12 y 13 de febrero de 1941, invitación que «Franco aceptó a regañadientes». Franco, que estaba acompañado por Serrano Suñer, expuso a Mussolini que si no recibía de Alemania los suministros que había solicitado la entrada en la guerra era imposible. También se refirió a la incomprensión alemana sobre las «aspiraciones seculares» del pueblo español en referencia a las reivindicaciones territoriales que había planteado y de las que no había recibido ninguna garantía. Franco dijo finalmente que «la entrada española en la guerra dependía de Alemania más que de España; cuanto antes enviara Alemania la ayuda, más pronto podría España hacer su contribución a la causa mundial fascista». 
Mussolini no insistió demasiado porque como comentó a sus colaboradores: «¿Cómo puedes empujar a una nación a la guerra con reservas de pan sólo para un día?». El gobierno alemán, por su parte, consideró que el fracaso de la entrevista significaba la negativa definitiva de Franco a entrar en la guerra por lo que dio instrucciones a su embajador para que abandonara el tema. De regreso a España Franco se entrevistó en Montpellier con Pétain, quien lo encontró como siempre, «tan orondo, tan pretencioso».
Cuando Hitler inició la invasión de la Unión Soviética el 22 de junio de 1941, el general Franco decidió enviar un contingente de soldados y oficiales voluntarios —unos 17.000 hombres—, que sería conocido con el nombre de  «División Azul» —por el color del uniforme falangista—. El mismo día del inicio de la invasión Serrano Suñer, después de hablar con Franco, se entrevistó con el embajador alemán von Stohrer para proponerle el envío al frente ruso de voluntarios falangistas, «independientemente de la entrada plena y total de España en la guerra del lado del Eje, lo cual ocurriría en el momento adecuado». Hitler aceptó la oferta pero cuando su ministro de Asuntos Exteriores von Ribbentrop le pidió a su homólogo español que su gobierno declarara la guerra a la Unión Soviética, Serrano se negó por temor a las represalias británicas.

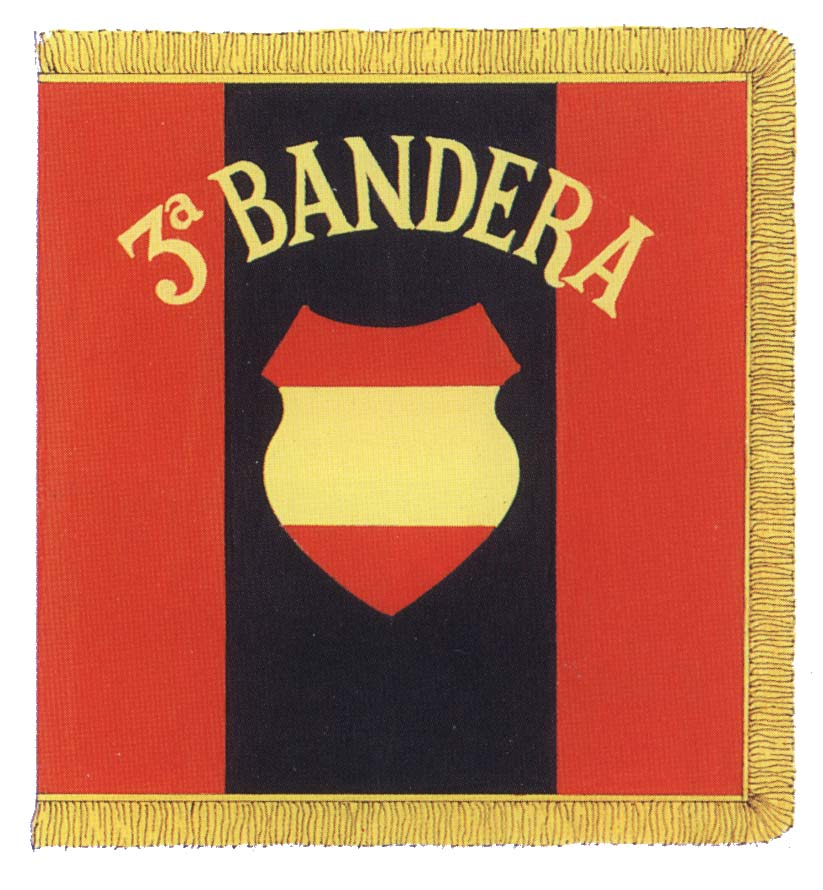
Estandarte de la División Azul.

Dos días después, el 24 de junio, un grupo numeroso de falangistas se dirigió a la sede de la Secretaría General del Movimiento, en la calle de Alcalá de Madrid, para pedir la declaración de guerra a la Unión Soviética. Serrano Suñer salió al balcón y pronunció un discurso en el que dijo que «Rusia es culpable de la guerra civil», frase cuya primera parte fue coreada por los manifestantes.  Serrano argumentó: «el exterminio de Rusia es exigencia de la historia y el porvenir de Europa». Algunos manifestantes se dirigieron a continuación a la sede de la embajada de Gran Bretaña en Madrid que fue apedreada, rompiendo varios cristales, mientras seguían dando gritos contra Rusia. Al parecer el camión del que cogieron las piedras los manifestantes había sido puesto allí por las autoridades y el intento de asalto no fue repelido por la policía española, sino por los guardias británicos. Un equipo de cine alemán grabó la escena. El embajador británico fue a ver a Serrano Suñer a su domicilio particular para protestar —«esto sólo sucede en un país de salvajes», le dijo—. También protestó ante Franco pero este le dijo que solo se trataba de «jóvenes exaltados». Una semana después Serrano Suñer declaraba a un periódico alemán que la posición española de «no beligerancia» sería sustituida por la de «beligerancia moral» y que en España «se había producido un estallido de simpatía y admiración irrefrenables hacia el gran pueblo alemán, hacia su invencible ejército y a su glorioso Führer».
Los ministros militares temieron que la oferta de Serrano podría ser el embrión de la formación de una milicia falangista, por lo que sugirieron a Franco que enviara al frente ruso una división regular del Ejército, con sus oficiales. Franco optó por una solución de compromiso: se enviaría una división integrada por voluntarios pero mandada por oficiales profesionales que combatirían con el uniforme alemán, aunque con distintivo español y puso al frente de la que pronto sería conocida como la «División Azul» al general pronazi Agustín Muñoz Grandes. El 14 de julio partió la División Azul, en medio de una gran fiesta: la integraban 641 jefes y oficiales, 2.386 suboficiales y 15.918 soldados. A su llegada a Alemania, se le dio el número 250 de la Wehrmacht. Cuando el embajador británico le recriminó a Franco el envío de la División Azul este le explicó su teoría de las «dos guerras» que implicaba que el envío de una unidad militar a combatir contra Rusia no comprometía su neutralidad en la «otra» guerra que mantenía Gran Bretaña con el Eje.
Tres días después de la partida de la División Azul el general Franco pronunció un discurso ante el Consejo Nacional de FET y de las JONS en el que lanzó un duro ataque al comunismo y a la democracia. Entre otras cosas dijo que «Stalin, el criminal dictador, es ya aliado de la democracia» a la que conducirá al desastre. Dijo que no tenía dudas de quién ganaría la guerra —«la suerte está echada. En nuestros campos se dieron y ganaron las primeras batallas»—, hizo suyas las victorias alemanas desde el inicio de la guerra y expresó su desprecio por las «democracias plutocráticas», vaticinando que si Estados Unidos entraba en la guerra sería una criminal locura. «Se ha planteado mal la guerra y los aliados la han perdido». Concluyó hablando de «estos momentos en que las armas alemanas dirigen la batalla que Europa y el Cristianismo desde hace tantos años anhelaban, y en que la sangre de nuestra juventud, va unirse a la de nuestros camaradas del Eje, como expresión viva de solidridad».

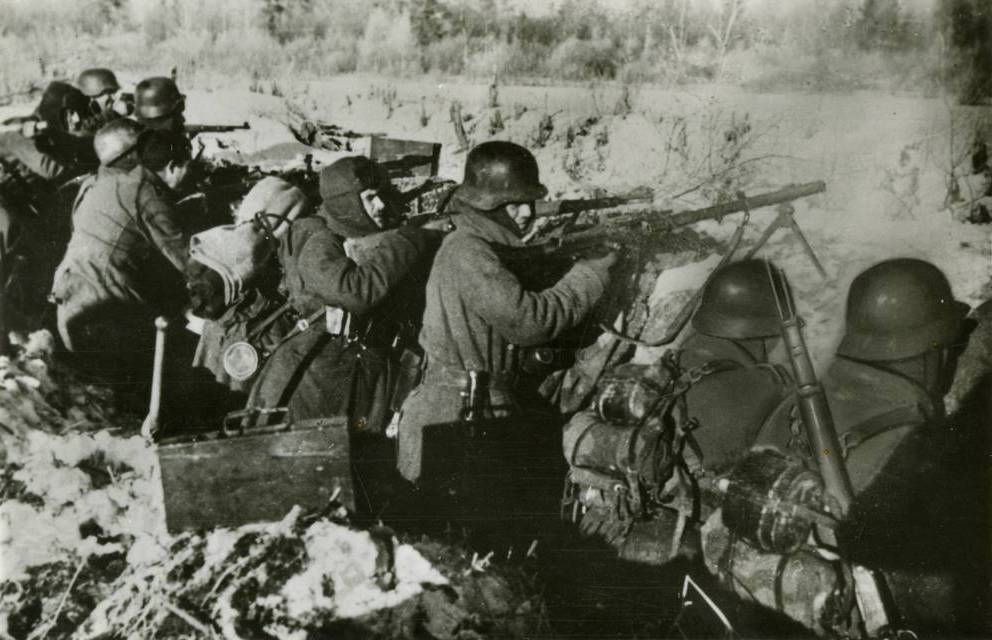
Tropas de la División Azul combatiendo en el frente ruso.

El discurso tuvo una gran repercusión internacional. Mientras la prensa alemana e italiana lo alababa por la violencia de sus palabras, la prensa norteamericana pidió que su gobierno ocupara las islas Canarias como medida de seguridad. De hecho el gobierno británico se planteó seriamente esa posibilidad mientras el secretario del Foreign Office Anthony Eden acusaba a Franco ante la Cámara de los Comunes de dar pocas muestras de «buena voluntad» con su discurso, advirtiéndole que la futura política británica «dependerá de las acciones y la actitud del gobierno español». El discurso también preocupó a los generales españoles —la inmensa mayoría de los cuales eran contrarios a la entrada de España en la guerra— y así se lo hicieron saber al propio Franco por medio del general Orgaz, que fue recibido en el Palacio de El Pardo el 1 de agosto, y del general Aranda que se entrevistó con Franco once días después.
En la noche del 14 al 15 de enero de 1942 en la Guinea española, concretamente en la ciudad de Santa Isabel de la isla de Fernando Poo, ocurrió  una batalla entre un comando británico y buques de las Fuerzas del Eje que estaban refugiados allí. El ataque tenía el nombre en clave de Operación Postmaster. El comando acabó logrando sacar los buques capturados del puerto, pero estos alertaron a las fuerzas españolas allí destacadas. España recriminó ante la embajada británica el ataque en aguas soberanas de un Estado en posición neutral, pero el gobierno de Londres se excusó diciendo que se encontraron los buques en alta mar y que solamente los condujeron al puerto de Lagos. Además, Alemania e Italia recriminaron al gobierno español no haber sabido defender los buques. Italia llegó incluso a querellarse contra España.
El 14 de febrero de 1942, antes de regresar a Madrid tras finalizar el encuentro que había mantenido con el dictador portugués Oliveira Salazar en Sevilla, el general Franco pronunció un discurso de apoyo a Hitler y a la invasión de la Unión Soviética, probablemente animado por el desastre británico en Singapur del día anterior:

Precisamente en estos momentos una parte del mundo combate para destruir la muralla que durante veinte años ha contenido a las hordas rusas y ha defendido la civilización occidental. Nadie como nosotros puede hablar sin sonrojarse de quien defendió durante veinte años a Europa de la peor de las invasiones, de la invasión del comunismo… En este momento de lucha entre los pueblos del mundo vemos cómo se pretende destruir esa muralla y cómo se ofrece a Europa como posible presa del comunismo. No tememos su realización; la tenemos la absoluta seguridad de que no será así; pero si hubiera un momento de peligro, si el camino de Berlín fuese abierto, no sería una división de voluntarios españoles lo que allí fuese, sino que sería un millón de españoles los que se ofrecerían.

En marzo de 1942 el general Carlos Asensio negoció con el mariscal Wilhelm Keitel la reposición de las bajas sufridas —unos 3.000 hombres— por la División Azul, acordándose también que se efectuarían relevos de 1.000 soldados cada vez. Al mes siguiente llegaron a España los primeros 400 heridos.
En su discurso del 17 de julio de 1942 ante el Consejo Nacional de FET y de las JONS el general Franco volvió a mostrar su fe en el triunfo del Eje y a afirmar la supremacía del «régimen totalitario» sobre la democracia. Dijo que «poco se salvará del sistema democrático liberal» y que «en materia de esfuerzo bélico, el régimen totalitario ha demostrado plenamente su superioridad; en materia económica es el único capaz de salvar una nación de la ruina».

### El ataque japonés a Pearl Harbor y la internacionalización de la guerra

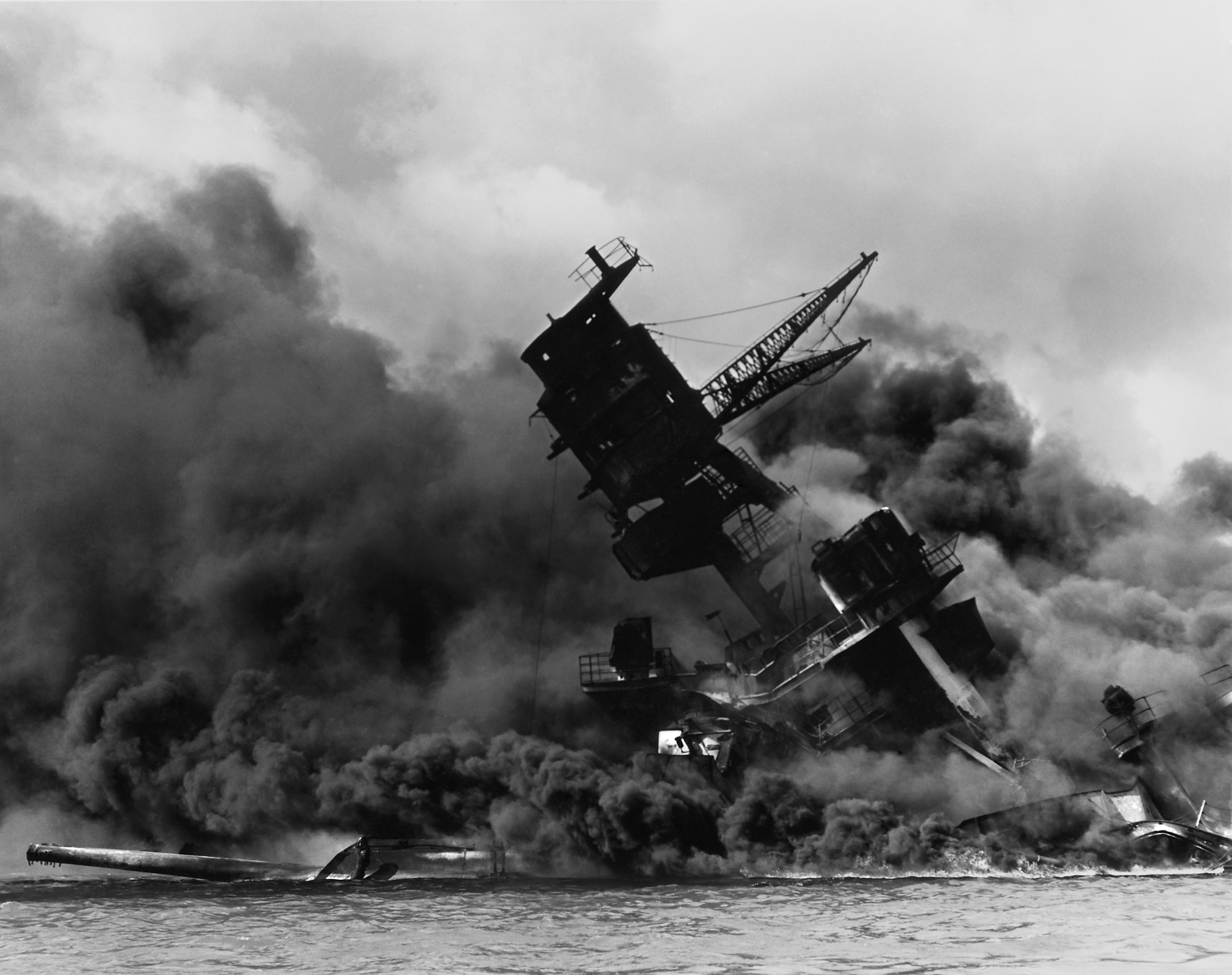
El acorazado ardiendo y semihundido durante el ataque a Pearl Harbor.

El 7 de diciembre de 1941, tras una larga crisis diplomática, el Imperio japonés realizó un ataque sorpresa sobre la base estadounidense de Pearl Harbor. Dicho ataque fue sucedido inmediatamente por otras acciones japonesas - la invasión japonesa de Tailandia, invasión japonesa de Filipinas, la batalla de la isla de Wake, la batalla del golfo Malayo, entre otras, todas acabaron en victorias japonesas-. Nada más conocerse el ataque a Pearl Harbor, Franco envió una felicitación al emperador japonés Hirohito por el ataque. En cuanto a la prensa, inicialmente la cobertura de sus informaciones -y sus editoriales- tenían un sesgo a favor de Japón, por ejemplo el ABC tituló el 9 de diciembre: «Guerra entre Japón y Estados Unidos e Inglaterra», sin matizar que el ataque japonés se había producido sin declaración previa de guerra.
El ataque, que causó graves daños a Estados Unidos, provocó la declaración de guerra de los Estados Unidos contra Japón. Pocos días después, el 11 de diciembre, Alemania e Italia le declararon la guerra a Estados Unidos. Para entonces en la guerra, convertida ya en mundial, se conformaron sin dudas dos bloques antagónicos: los aliados (entre los que sobresalían el Imperio británico, la Unión Soviética y Estados Unidos) y el Eje (conformado principalmente por la Alemania Nazi, la Italia fascista y el Imperio japonés).
En general, en los meses sucesivos las tropas japonesas se expandirían por una parte considerable de Asia y Oceanía sin una considerable oposición hasta la batalla de Midway en junio de 1942, que fue el punto de inflexión de la Guerra del Pacífico.

## Vuelta forzada a la neutralidad (1942-1945)

### El abandono de la «no beligerancia» (noviembre 1942 – septiembre 1943)

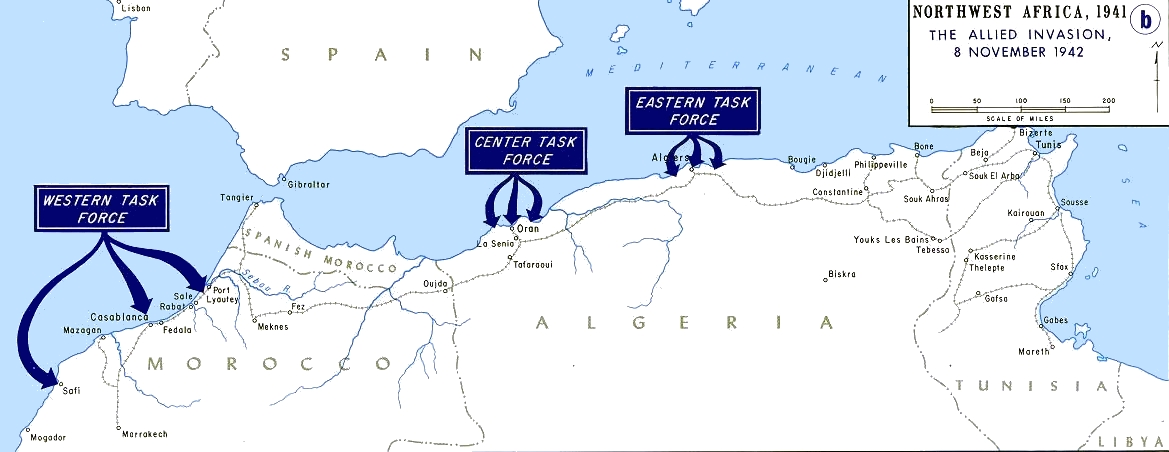
Mapa de los desembarcos aliados en la costa africana durante la Operación Torch, 8 de noviembre de 1942

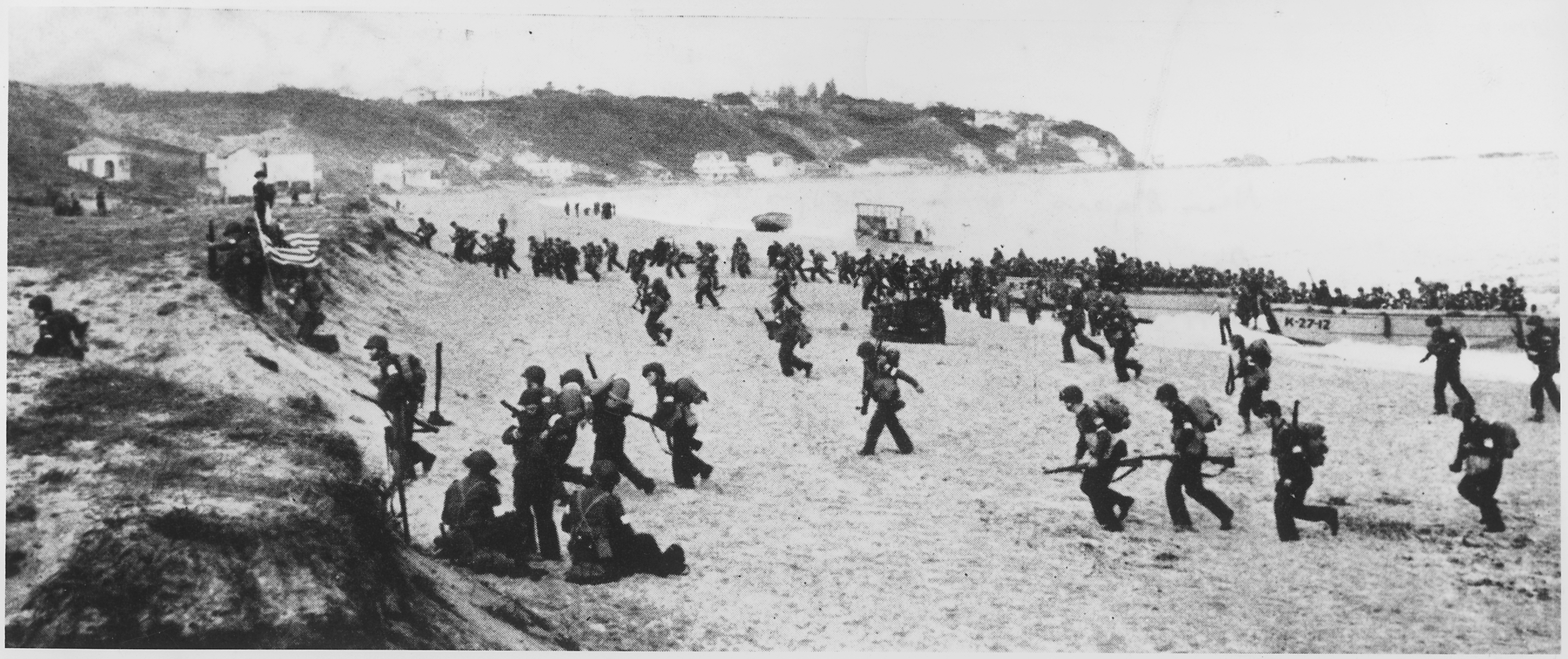
Desembarco de tropas norteamericanas en Argel (8 de noviembre de 1942).

En noviembre de 1942 tuvo lugar la Operación Torch, el desembarco de tropas británicas y norteamericanas en el norte de África para desalojar de allí al Afrika Korps y a las tropas italianas, lo que supuso el fin de los sueños imperiales del Caudillo y un posible riesgo de invasión por parte de los aliados dado su alineamiento con Alemania e Italia. «Había comenzado a invertirse el signo en la marcha de la guerra».
A primeras horas de la mañana del domingo 8 de noviembre el general Franco recibió al embajador norteamericano Carlton Hayes que había pedido reunirse con él urgentemente para entregarle una carta personal del presidente norteamericano Franklin Roosevelt, en la que le aseguraba que las fuerzas británico-norteamericanas que en esos momentos estaban desembarcando en Marruecos no atacarían el territorio español. A las 11 el embajador británico sir Samuel Hoare le dio las mismas seguridades al ministro de Asuntos Exteriores, Gómez-Jordana: «España no tiene nada que temer de las Naciones Unidas».
Los aliados le dieron estas garantías a Franco porque temían que decidiera permitir el paso de tropas alemanas para atacar Gibraltar, lo que hubiera puesto en riesgo el desembarco. El 10 de noviembre el general Franco respondió formalmente a Roosevelt aceptando sus garantías y expresando su «intención de evitar cualquier cosa que pudiera enturbiar nuestras relaciones en cualquiera de sus aspectos». Sin embargo, algunos ministros como el general Asensio, Girón de Velasco y Arrese, creían que era el momento de entrar en la guerra del lado del Eje, lo que provocó un vivo debate en el seno del gobierno.
Una de las primeras medidas que tomó Franco fue sacar del ostracismo al general Juan Yagüe y nombrarlo el 12 de noviembre jefe del Ejército de África, dependiendo directamente de él, aunque su superior jerárquico era el Alto Comisario, el general Luis Orgaz —en la rehabilitación de Yagüe también influyó su compromiso con Falange y con el Eje lo que constituía un contrapeso a los generales monárquicos anglófilos en plena ofensiva para que Franco diera paso a don Juan de Borbón—. Poco después el gobierno acordaba una movilización parcial de los reservistas, por lo que se incrementó el número de efectivos hasta superar los 700.000 hombres.
El 19 de noviembre Franco se entrevistaba con el embajador alemán von Stohrer a quien aseguró que «había tomado todas las medidas y las seguiría tomando para que un desembarco [aliado] en cualquier territorio español fracasase» —Franco no había dado permiso a la aviación alemana para que utilizara las Baleares como base para rescatar a los aviadores derribados en el Mediterráneo, para no provocar a los aliados—. A continuación, le hizo una petición urgente de armas, pero Alemania no podía proporcionárselas porque en aquel momento estaba en plena batalla de Stalingrado. El 4 de diciembre Franco envió un telegrama a Hitler, en contestación otro del Führer por su cumpleaños, en el que hacía votos «para que el triunfo acompañe a vuestras armas en la gloriosa empresa de liberar a Europa del Terror bolchevique».
El 7 de diciembre, primer aniversario del ataque a Pearl Harbor, el general Franco aún pronunció un discurso de corte fascista, en el que alabó a Mussolini —«el genio de Mussolini da cauce y solución fascistas a cuanto de justo y humano existía en la rebeldía del pueblo italiano»— y a Hitler, y en el que volvió a manifestar su fe en la victoria del Eje sobre las democracias e hizo un ejercicio de autocomplacencia —«por saber que estamos en posesión de la verdad y llevar seis años labrando este propósito miramos con serenidad los acontecimientos»—:

Estamos asistiendo al final de una era y al comienzo de otra. Sucumbe el mundo liberal, víctima del cáncer de sus propios errores, y con él se derrumba el imperialismo comercial, los capitalismos financieros y sus millones de parados. (...) Se realizará el destino de nuestra era, o por la fórmula bárbara de un totalitarismo bolchevique, o por la patriótica y espiritual que España ofrece, o por cualquiera otra de los pueblos fascistas... Se engañan, por lo tanto, quienes sueñan con el establecimiento en el occidente de Europa de sistemas demoliberales.

El 20 de diciembre el general Franco le devolvió la visita que había hecho Oliveira Salazar en febrero y en Lisboa firmó un tratado entre Portugal y España conocido como «Bloque Ibérico», que fue ensalzado por la prensa de los dos países como un baluarte para la paz.

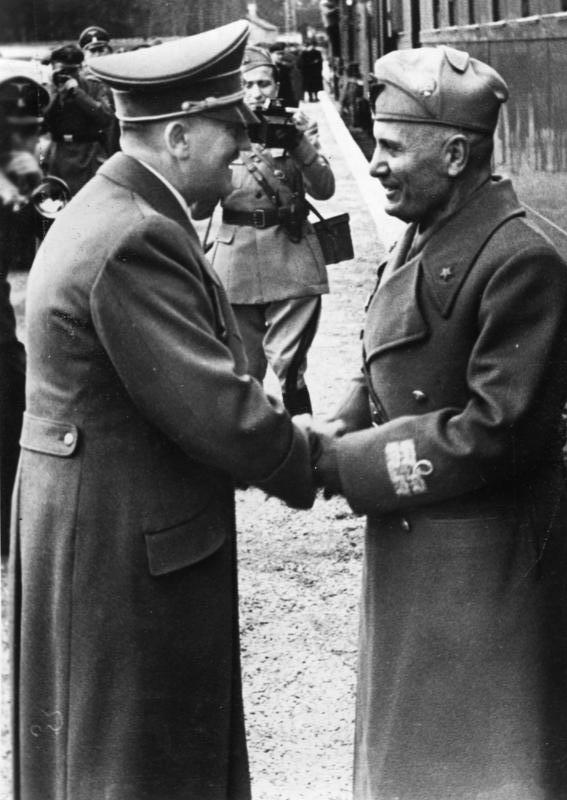
Benito Mussolini junto con Adolf Hitler en abril de 1943, tres meses antes de su caída.

Pero no fue hasta después de la caída de Mussolini a finales de julio de 1943 cuando el general Franco volvió a la «estricta neutralidad» en contra de sus propios deseos, tal como se lo había confesado al embajador italiano en abril de 1943, en vísperas de la invasión anglo-norteamericana: «Mi corazón está con ustedes y deseo la victoria del Eje. Es algo que va en interés mío y en el de mi país, pero ustedes no pueden olvidar las dificultades con que he de enfrentarme tanto en la esfera internacional como en la política interna».
La destitución y detención de Mussolini el 25 de julio causó una gran conmoción en el general Franco —«sudaba al relatar los acontecimientos de Roma al gobierno»—, en las altas esferas de régimen y en el partido único —«en la Falange cundió el pánico»—. La prensa ocultó la noticia durante varios días.
El 29 de julio de 1943 el embajador norteamericano Carlton Hayes se entrevistó con el general Franco exigiéndole, entre otras cosas, que volviera a la estricta neutralidad, retirara la División Azul y permitiera la difusión de las noticias sobre los avances y victorias de los aliados. Franco le replicó «con un virtuoso recital de distorsiones y embustes» y acabó culpando a sus subordinados de no cumplir sus órdenes. Para justificarse recurrió a su «fantasiosa teoría» de las «tres guerras»: la de Alemania contra la Unión Soviética, en la que su régimen estaba del lado alemán; la de Alemania contra las potencias occidentales, en la que se mantenía neutral; y la de estas contra Japón, en la que España estaba del lado norteamericano y británico. «Cuando Hayes puso de manifiesto lo absurdo de sus argumentos, Franco guardó silencio». Pocos días después Gómez-Jordana informó a Hayes de que Franco había decidido buscar el modo de retirar la División Azul y de que en breve plazo iba a anunciar la vuelta a la neutralidad. Por su parte el agregado de prensa de la embajada norteamericana informó a su gobierno que Franco había ordenado que la prensa, la radio y las agencias dieran cabida a las noticias provenientes del bando aliado.
Pero el general Franco no hizo público el retorno a la neutralidad hasta dos meses después. El 1 de octubre de 1943, séptimo aniversario de su proclamación como Jefe del Estado, pronunció un discurso ante el Consejo Nacional de FET y de las JONS en el palacio de Oriente en el que calificó la posición española durante la guerra de «neutralidad vigilante», y se volvió a referir a su teoría de las «dos guerras», además de afirmar la superioridad de su régimen sobre el comunismo y la democracia liberal de las «plutocracias». Más tarde se reunió con el cuerpo diplomático y fue entonces cuando empleó por primera vez la palabra «neutralidad» en lugar de «no beligerancia» para referirse a la postura española.
En cuanto a la División Azul el gobierno decidió la retirada en su reunión del 26 de septiembre pero dejando abierta la posibilidad de que sus integrantes pudieran quedarse, enrolándose en unidades alemanas. De hecho cuando el 15 de octubre recibieron la noticia de que iban a ser repatriados, entre cinco mil y seis mil hombres de la División Azul manifestaron que querían seguir combatiendo, pero la permanencia de una cantidad tan grande de soldados podría ser interpretada como un gesto de hostilidad por los aliados, por lo que se acordó fijar el límite en 2.000. Sin embargo la retirada no se hizo pública lo que motivó una nueva protesta del embajador norteamericano Hayes que exigió que se anunciara «sin más demora» por el «propio interés» de España. Por su parte el embajador británico comunicó a su gobierno que «las obvias simpatías de Franco por el Eje y la impasible autocomplacencia con la que se ha comportado hacia los aliados se hace cada día más difícil de tolerar». El 17 de noviembre de 1943 la División Azul quedó oficialmente disuelta. Permanecieron en Alemania unos 1.800 hombres que formaron la Legión Española de Voluntarios o Legión Azul y que en marzo de 1944 se transformó en el Batallón Español de la Waffen-SS que combatiría en la batalla de Berlín.

### El ultimátum de los aliados: el «incidente Laurel» y la crisis del wolframio (octubre 1943 – diciembre 1944)

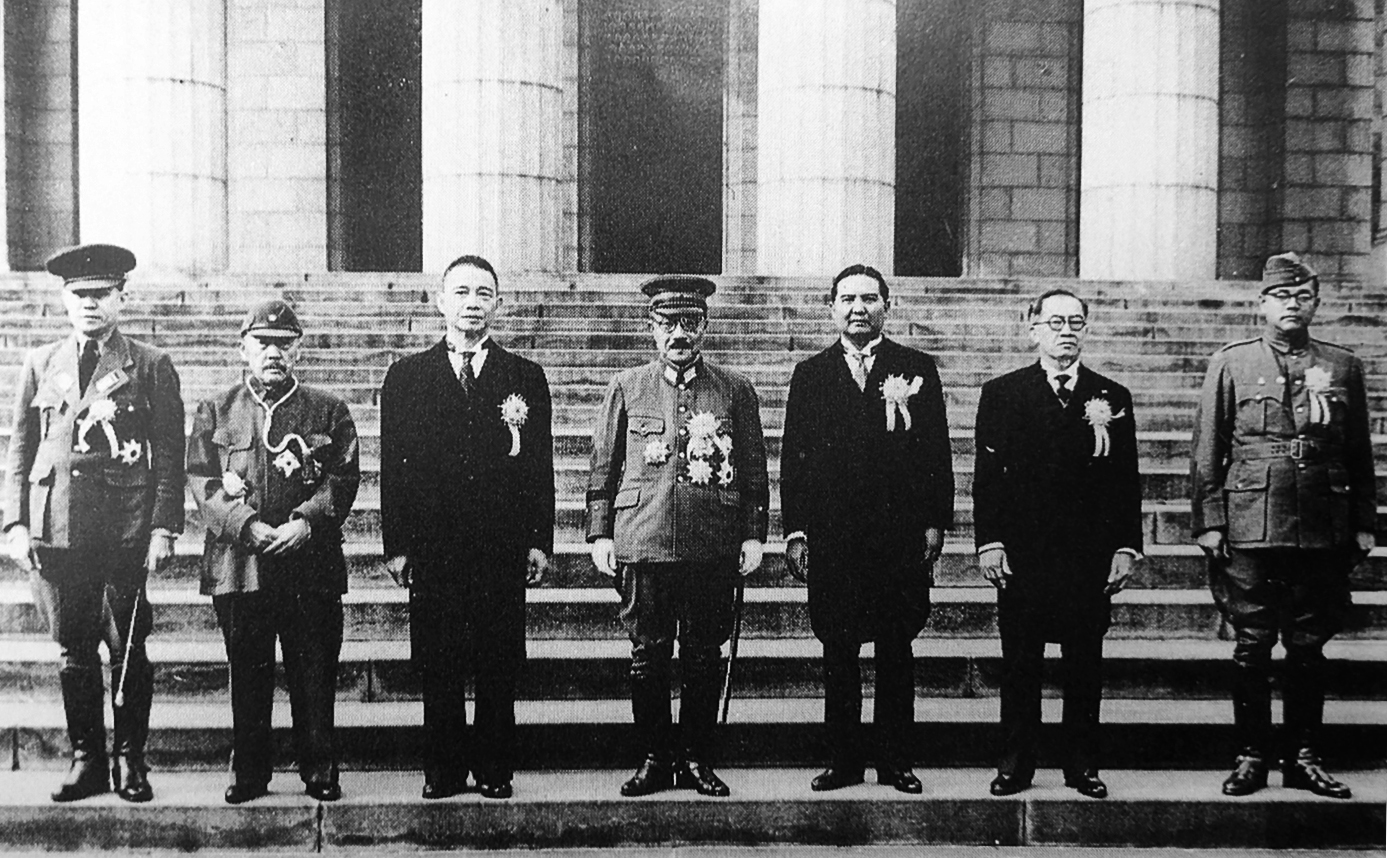
Asistentes a la Conferencia de la Gran Asia Oriental celebrada en Tokio entre los días 5 y 6 de noviembre de 1943. El presidente del gobierno títere filipino José P. Laurel es el segundo por la derecha. En el centro el primer ministro japonés Hideki Tojo.

Mientras los aliados presionaban al general Franco para que hiciera pública la retirada de la División Azul después de haber abandonado la «no beligerancia», se produjo el llamado incidente Laurel que deterioró gravemente las relaciones del régimen franquista con ellos y especialmente con Estados Unidos. El 18 de octubre de 1943 el ministro de Asuntos Exteriores Francisco Gómez-Jordana envió un telegrama de felicitación a José P. Laurel que acababa de ser nombrado por los japoneses —que ocupaban el archipiélago desde junio de 1942 tras derrotar a los norteamericanos— presidente de un gobierno títere de Filipinas. El mensaje de Franco, y también otro de Hitler en el mismo sentido, fueron celebrados por la propaganda japonesa y ampliamente difundidos por Radio Tokyo. Los aliados protestaron inmediatamente por lo que consideraban un reconocimiento de facto del régimen de Laurel por Franco.
Una parte de la prensa norteamericana pidió que se tomaran medidas duras contra el régimen franquista y el 6 de noviembre el nuevo subsecretario de Estado Edward Stettinius le ordenó al embajador norteamericano en Madrid, Carlton Hayes, que exigiera al gobierno español el embargo total de sus exportaciones de wolframio a Alemania y la expulsión de los agentes nazis en Tánger.

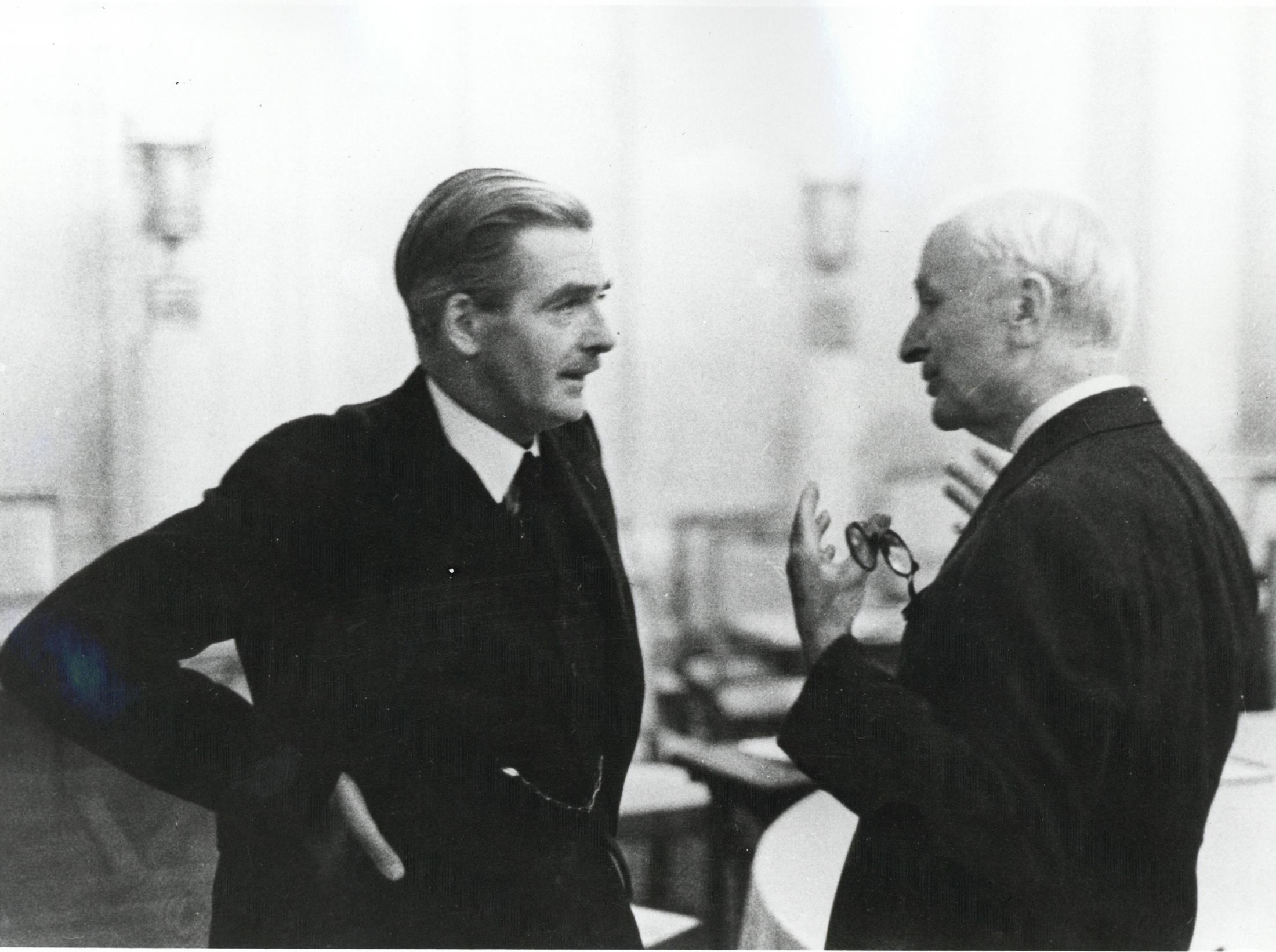
Anthony Eden (izquierda) reunido con Cordell Hull (derecha).

El general Franco no hizo caso a las demandas norteamericanas. Así que el 3 de enero de 1944 el embajador Hayes presentó un ultimátum al ministro de Asuntos Exteriores español, Gómez-Jordana, en el que le decía que las exportaciones de wolframio a Alemania debían cesar inmediatamente. Como no recibió una respuesta satisfactoria el gobierno norteamericano decretó el embargo de los suministros de petróleo. El secretario de Estado Cordell Hull informó que el embargo se debía a que se estaba vendiendo wolframio a los alemanes, contribuyendo de este modo al esfuerzo de guerra. Sin embargo, otro de los motivos del embargo fueron las actividades subversivas del Servicio Exterior de Falange en Hispanoamérica, que desde tiempo atrás venían constituyendo una preocupación para los norteamericanos. Al mismo tiempo el secretario del Foreign Office Anthony Eden denunciaba ante la Cámara de los Comunes la ayuda que el gobierno español continuaba prestando a Alemania.
La prensa española—controlada por el régimen franquista y también fuertemente influida por el jefe de la propaganda nazi en Madrid, Josef Hans Lazar— no informó de los auténticos motivos del embargo de petróleo sino que lo explicó como una medida de presión para que Franco abandonara la neutralidad a favor de los aliados y así lo expresaron diversos portavoces oficiales. También se dijo que era el resultado de las maquinaciones de los republicanos exiliados. Por otro lado se incrementó la propaganda a favor del Eje en la prensa y en la radio.
Pero el general Franco se vio obligado a ceder. El 17 de febrero Gómez Jordana le ofreció al embajador británico Samuel Hoare la reducción de las exportaciones de wolframio hasta «una cantidad insignificante, sin verdadero valor militar para Alemania», afirmando a continuación que «España había hecho un gran servicio a los aliados al no entrar en la guerra». Hoare le comunicó la oferta a su colega norteamericano pero el secretario Hull la rechazó, añadiendo que «no es corriente en la comunidad de naciones que un país suponga que está prestando un gran servicio a sus vecinos al no atacarlos»: «No podemos justificar sacrificarnos para apoyar la economía de España si el gobierno español carece de voluntad para responder a nuestra disposición cooperante; es decir, para dar el paso, totalmente congruente con la neutralidad española, de declarar un embargo permanente de la exportación de wolframio». El 21 de febrero el embajador norteamericano Hayes le comunicó a Gómez Jordana la firme posición de su gobierno. Entonces Gómez Jordana añadió otras concesiones a la reducción de la exportación del volframio como la repatriación de los últimos integrantes de la antigua División Azul, quedando en Alemania únicamente un batallón de voluntarios —que seguiría combatiendo hasta el final de la guerra—.
Sin embargo cuando Gómez-Jordana presentó en la reunión del gobierno el resultado de las negociaciones algunos ministros se opusieron por los perjuicios que tendría para la economía española la práctica desaparición de los ingresos provenientes de las ventas de wolframio. También se opuso el general Asensio, ministro del Ejército, porque lo consideraba una capitulación ante los aliados y un gesto inútil ya que estos «se consideran incompatibles con nuestro Régimen» y «no quieren más que derribarlo, y al Caudillo». Mientras tanto el general Franco le manifestaba al ministro de Economía de Portugal de visita en Madrid que no le preocupaba el embargo de petróleo porque iba a fabricar gasolina sintética a partir de esquisto bituminoso aun sin tener en cuenta su descomunal coste. Pero el hecho cierto era que el embargo estaba causando estragos en la economía española y así, por ejemplo, en el desfile de la Victoria del 1 de abril de 1944 no participaron ni tanques ni vehículos acorazados.
Finalmente el general Franco, que en principio se había opuesto a renunciar a las ventas de wolframio, tuvo que ordenar a Gómez Jordana que llegara a un arreglo con los aliados. El acuerdo se firmó el 29 de abril de 1944 por los representantes de los gobiernos de España, Estados Unidos y Gran Bretaña y fue ratificado y hecho público el 1 de mayo. En la Cámara de los Comunes Anthony Eden, secretario del Foreign Office, explicó que el gobierno de Franco se había visto obligado a aceptar prácticamente todas las exigencias que se le habían planteado: las ventas de wolframio a Alemania habían quedado reducidas a 40 toneladas al mes; se clausuraba el consulado alemán en Tánger; y se retiraban todos los voluntarios españoles del frente ruso —también se iba a expulsar a los espías y saboteadores alemanes que actuaban en España—. Los sectores falangistas, por su parte, consideraron el acuerdo como una claudicación ante los aliados.
Sin embargo, la propaganda franquista lo presentó como un triunfo del Caudillo y como una demostración de las buenas relaciones que mantenía con los aliados que no enturbiaría «ninguna contingencia» (en alusión a la posible derrota de Hitler). Alemania por su parte protestó enérgicamente a lo que Franco contestó que no podía correr más riesgos. Pero Franco siguió prestando apoyo a los alemanes a pesar del acuerdo y «los puestos de observación alemanes, las estaciones de intercepción radiofónica y las instalaciones de radar se mantuvieron en España hasta el final de la guerra». «Influido por informes partidistas de la situación bélica, que le decían lo que deseaba oír, Franco continuaba apostando a ambos bandos».
Tres semanas después, el 24 de mayo, a pocos días del inicio del desembarco de Normandía, el primer ministro británico Winston Churchill pronunció un discurso en la Cámara de los Comunes elogiando la neutralidad española y en el que también dijo que esperaba que España constituyera «una fuerte influencia a favor de la paz en el Mediterráneo después de la guerra. Los problemas políticos internos de España son asuntos de los españoles. No nos corresponde a nosotros, es decir, al gobierno [inglés], entrometernos en ellos». La prensa española difundió ampliamente el discurso y lo interpretó como un apoyo al régimen franquista. Sin embargo, el presidente Roosevelt manifestó que no compartía el punto de vista amistoso respecto del régimen español y añadió que «mucho material español ha sido embarcado para Alemania», lo que motivó una nota de protesta del embajador español en Washington. Churchill justificó su discurso en una carta a Rossevelt diciéndole que «después de la guerra, no quiero tener una península hostil a los británicos».
El 3 de agosto murió repentinamente en San Sebastián el general Gómez-Jordana. Fue sustituido por José Félix de Lequerica, que hasta entonces había desempeñado el cargo de embajador ante la Francia de Vichy, y que, a diferencia del aliadófilo Gómez Jordana, era una acérrimo partidario de la Alemania nazi —Serrano Suñer incluso le llamaba «el hombre de la Gestapo»—, por lo que su nombramiento fue considerado por los aliados como un «terrible golpe».

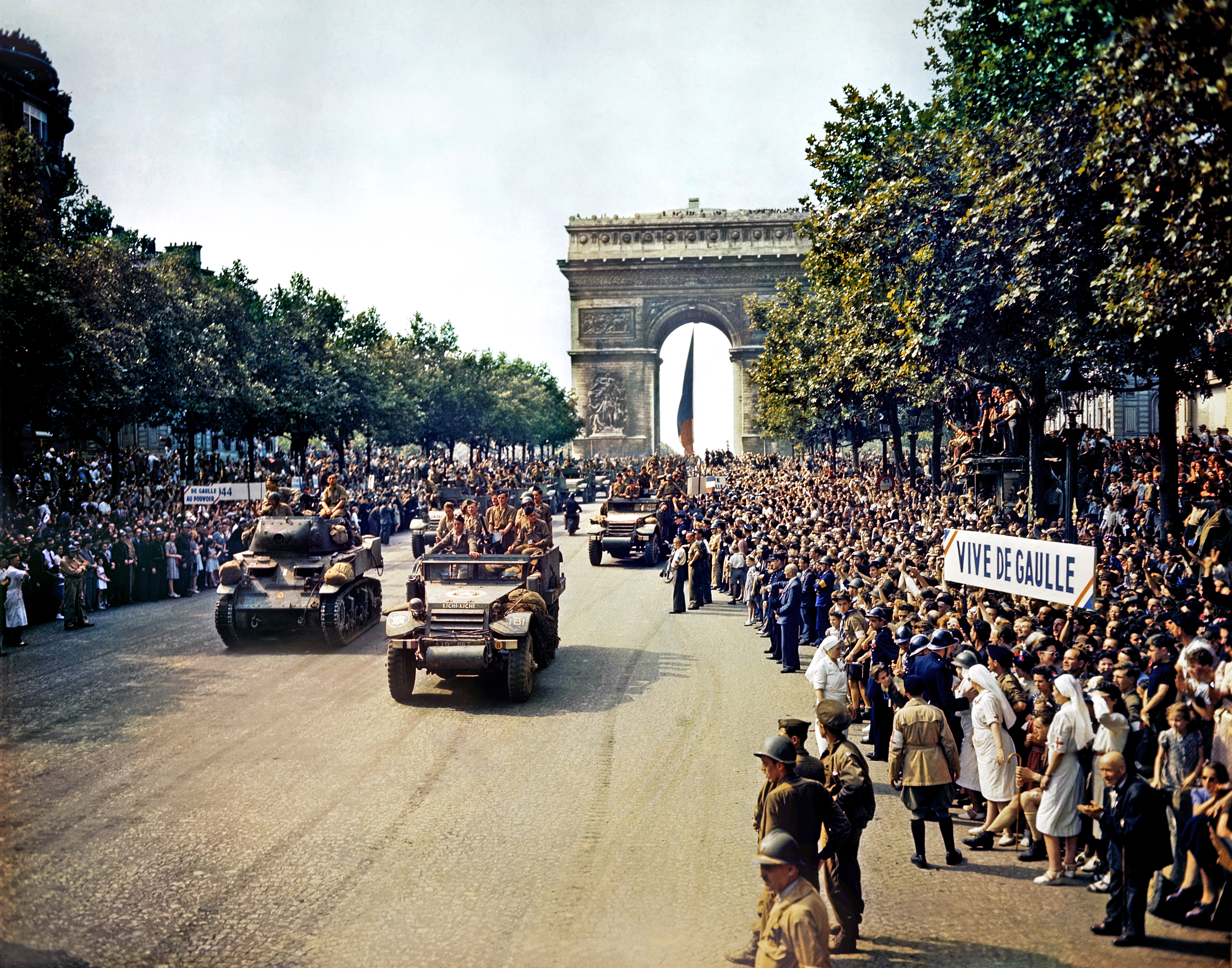
Desfile por los Campos Elíseos de unidades pertenecientes a la 2.ª División Blindada —en la que estaba integrada La Nueve— tras la Liberación de París.

El 24 de agosto de 1944 la vanguardia de las tropas aliadas entraba en París. Algunos de los tanques y vehículos blindados llevaban los nombres de batallas de la Guerra Civil Española porque pertenecían a la La Nueve, una compañía de la 2.ª División Blindada formada por republicanos españoles integrados en las fuerzas de la Francia Libre. No se sabe cómo reaccionó Franco al conocer la noticia.
Aunque el Caudillo en privado todavía tenía fe en la victoria del Eje —tras el desembarco de Normandía afirmó que los aliados habían caído en una trampa alemana: «Conozco los efectivos del Eje y me faltan alrededor de 80 divisiones que creo que veremos aparecer por algún sitio en cualquier momento» y durante la ofensiva de las Ardenas dijo: «Ya verán [los aliados] cómo los envuelven»; en los dos casos se equivocó—, conforme se fue haciendo más evidente que los aliados iban a ganar la guerra, Franco fue modificando su discurso. En su intervención anual ante el Consejo Nacional de FET y de las JONS conmemorativo del Alzamiento afirmó que su régimen era democrático porque se basaba en las enseñanzas de los Evangelios. En noviembre de 1944 aún fue más lejos cuando afirmó en una entrevista concedida a la agencia norteamericana United Press que su régimen había mantenido una «neutralidad absoluta durante la guerra, y que no tenía nada que ver con el fascismo», ya que era una «democracia orgánica».
Según Paul Preston, las manifestaciones de Franco fueron «una virtuosa exhibición de cinismo desvergonzado» ya que «presentaba una descripción engañosa (por no decir impúdicamente falsa), de su política durante los cinco años anteriores». Según Preston su «declaración más disparatada» fue que «la presencia de los voluntarios de la División Azul no implicó ninguna idea de conquista ni pasión contra ningún país» y que «cuando el Gobierno español conoció que la presencia de estos voluntarios podía afectar a sus relaciones con aquellos países aliados con quienes sostenía relaciones amistosas, tomó las medidas precisas para obligar a aquellos voluntarios a reintegrarse a la Patria». Por otro lado justificó su régimen refiriéndose a que «ciertas particularidades del temperamento español» imposibilitaban el establecimiento de la democracia y acabó pidiendo un lugar para España en la conferencia de paz de posguerra. Aunque la prensa española publicó que habían suscitado una «expectación universal», sus declaraciones provocaron un amplio rechazo en casi todos los países. Un portavoz del gobierno británico dijo ante la Cámara de los Comunes que «no existía ningún motivo por el que un país que no había hecho ninguna contribución positiva al esfuerzo de guerra de las Naciones Unidas debiera estar representado en la conferencia de paz». Y la prensa británica recordó los discursos favorables al Eje pronunciados por el general Franco a lo largo de la guerra.
Cuando el embajador norteamericano Hayes se despidió el general Franco porque iba a ser sustituido anotó en su agenda que en la mesa del despacho de Franco ya solo estaba el retrato del papa Pío XII, mientras que no hacía mucho se podían ver los retratos de Hitler y de Mussolini. Acabada su «misión especial» el embajador británico Hoare también regresó a su país, no sin antes advertir al ministro de Asuntos Exteriores Lequerica que la postura favorable de Franco hacia el Eje iba a hacer muy difícil que su régimen pudiera integrarse en el nuevo orden internacional de posguerra. La prensa española, por su parte, comenzó una campaña para demostrar que España había permanecido neutral durante la guerra y que las dudas sobre ello estaban siendo sembradas por la «escoria roja» exiliada. Al mismo tiempo el general Franco dio instrucciones al Ministro de Justicia para que preparara un borrador de una posible ley de derechos.
A finales de octubre de 1944 se produjo la invasión del Valle de Arán por guerrilleros españoles exiliados desde Francia y que contaba con el apoyo del Partido Comunista de España. Se buscaba un levantamiento popular contra el régimen franquista. Sin embargo, la invasión fue rechazada en menos de una semana y el esperado levantamiento nunca se produjo. Los guerrilleros tuvieron 129 muertos y 588 heridos, siendo capturados muchos de ellos y sometidos a consejos de guerra —algunos fueron condenados a muerte y fusilados—, aunque un número indeterminado logró salvar el cerco e integrarse en los grupos del maquis que actuaban en el interior de España. Los jefes de las unidades militares franquistas tenían orden de no considerar a los prisioneros como combatientes, sino como francotiradores. Por su parte las fuerzas franquistas sufrieron 32 muertos.
La derrota de los invasores del valle de Arán fue hábilmente utilizada por la propaganda franquista y así lo comunicó a Londres el embajador británico: «El infatigable movimiento de unos pocos cientos de aventureros españoles en la frontera le ha dado [a Franco] la posibilidad de aparecer como el paladín de España ante la invasión roja». El embajador añadía que la invasión «también le ha brindado el pretexto para arrestar y ejecutar a un formidable número de adversarios políticos». Así, según Paul Preston, se produjo «la revitalización de la mentalidad de la Guerra Civil, proporcionando al Ejército algo que hacer y, en general, cohesionando el cuerpo de oficiales en torno a Franco». Por su parte el gobierno francés de Charles de Gaulle desarmó a los guerrilleros españoles para asegurar la tranquilidad de la frontera mutua con Franco, a cuyo gobierno la Francia Libre había reconocido oficialmente el 16 de octubre de 1944.

### El final de la guerra (enero-septiembre 1945)
En la conferencia de Yalta de febrero de 1945 los tres grandes (Estados Unidos, Gran Bretaña y la Unión Soviética) acordaron «que todos los países liberados y los que actuaron en la órbita del nazismo elijan libremente a sus gobiernos por medio de elecciones libres», lo que suponía una amenaza para el régimen franquista. El 10 de marzo de 1945 el presidente Roosevelt informó a su embajador en Madrid Norman Armour que «nuestra victoria frente a Alemania conllevará el exterminio del nazismo e ideologías afines» por lo que «no hay lugar en las Naciones Unidas para un gobierno fundado en los principios del fascismo». Inmediatamente Armour comunicó a Lequerica el contenido de la carta de Roosevelt. Así el régimen franquista quedó excluido de la conferencia de San Francisco que daría nacimiento a la ONU, y a la que sí fueron invitados como observadores republicanos en el exilio. El ministro de Asuntos Exteriores franquista, José Félix de Lequerica, comunicó al ministro plenipotenciario nipón en Madrid, Yakishiro Suma, la ruptura de las relaciones diplomáticas entre España y Japón el 12 de abril de 1945.
El 30 de abril se suicidaba Hitler en su búnker de Berlín. El diario oficial de FET y de las JONS Arriba dio la noticia con el siguiente titular —sin mencionar que se había suicidado—: «Europa tributa honores a su excelso hijo, Adolf Hitler». El diario Informaciones, que tampoco mencionaba que se había suicidado, titulaba en portada a toda página: «Frente al enemigo, en el lugar de honor, Adolf Hitler muere defendiendo la Cancillería». Aunque en un tono más moderado, lo mismo hicieron —ocultando también que se había suicidado y afirmando asimismo que había muerto en combate— el monárquico ABC y el católico Ya. En este último diario el antisemita Julián Cortés Cavanillas escribió un panegírico del «hombre excepcional» que fue Hitler, defensor «de las últimas murallas de la civilización occidental» y que dedicó su vida a luchar contra todo lo viejo: «el liberalismo, el socialismo, el marxismo, el judaísmo».

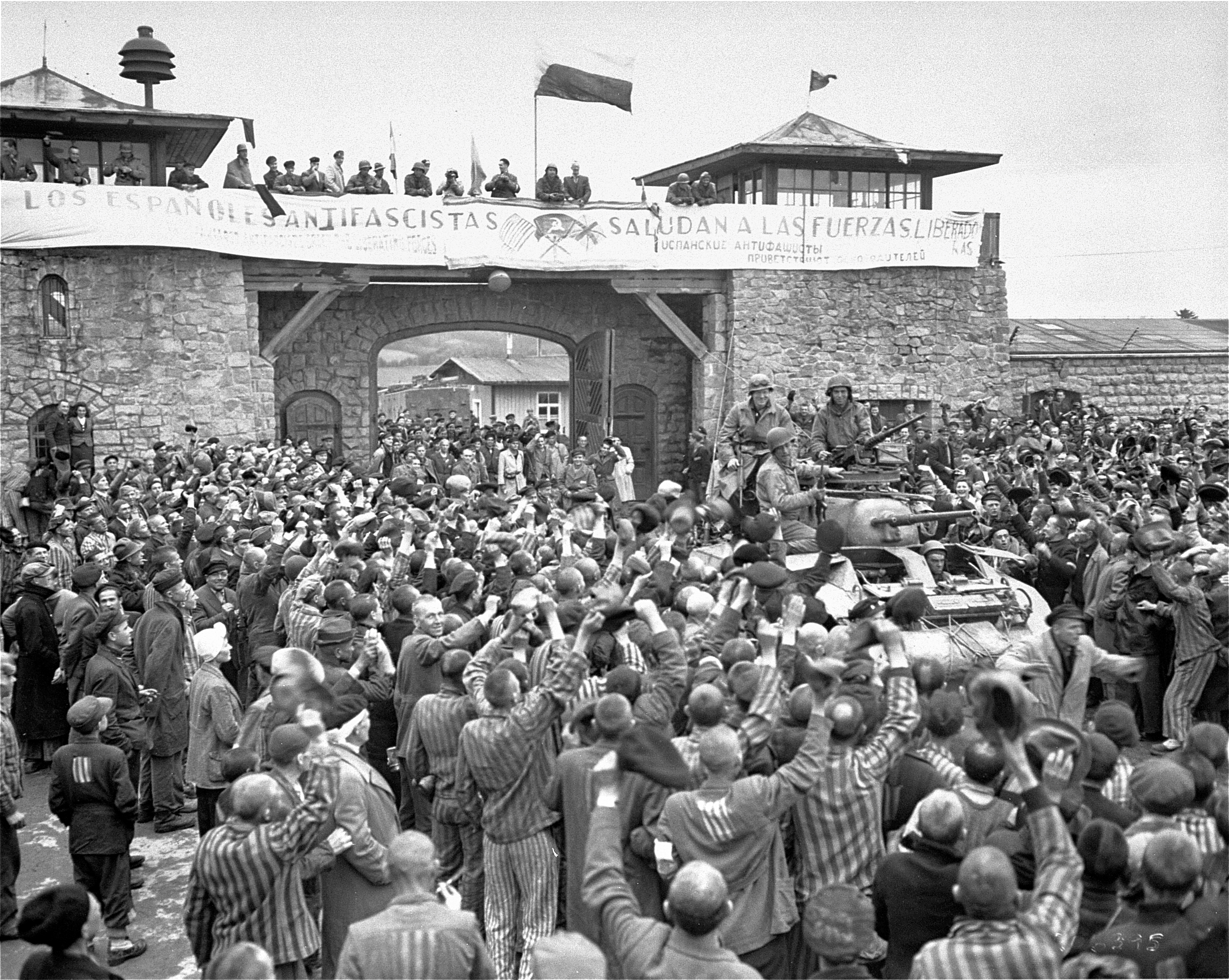
Los españoles republicanos y antifascistas prisioneros en Mauthausen despliegan una pancarta para saludar a los aliados: «Los españoles antifascistas saludan a las fuerzas liberadoras»

Por otro lado, las noticias sobre los campos de concentración nazis no mencionaban a los judíos y las penosas condiciones en que se encontraban los reclusos se atribuían al caos provocado por la derrota, y siempre acompañándolas de informaciones y reportajes sobre las consecuencias de los bombardeos aliados de las ciudades alemanas y sobre la matanza de Katyn, perpetrada por orden de Stalin. Además se equiparaba lo sucedido en los campos nazis con la «persecución» a que estaban siendo sometidos nazis y fascistas, destacando el asesinato de Mussolini por los partisanos italianos. Asimismo muchos oficiales nazis consiguieron refugio en España, donde obtuvieron la nacionalidad.
Respecto a Japón, ya el único miembro del Eje que se mantenía en combate a partir del verano de 1945, tras la masacre de Manila la prensa franquista cambió drásticamente de opinión, hablando de "vesania nipona". Ningún aliado podía hacer algo semejante a ciudadanos españoles. Ahora se les trataba como enemigos acérrimos. Fue ahí cuando se planteó la declaración de guerra a Japón. No había riesgo, ya que la guerra estaba prácticamente acabada, y sería un buen método para quedar bien con los aliados tras la ayuda prestada al Eje. Aunque la idea fue finalmente desechada, el ministro de Asuntos Exteriores José Félix de Lequerica comunicó al ministro plenipotenciario nipón en Madrid, Yakichiro Suma, la ruptura de las relaciones diplomáticas entre ambos países el 12 de abril de 1945.
Finalmente los Estados Unidos llevarían a cabo los bombardeos atómicos de Hiroshima y Nagasaki en agosto y el 2 de septiembre de 1945 se firmó la rendición de Japón.

## Conclusión
La propaganda franquista y la prensa aprovechó el final de la guerra para ensalzar la figura del general Franco presentado como «Caudillo de la Paz». El diario Arriba dijo que era la «victoria de Franco» y el diario ABC publicó una foto del Caudillo en primera página acomapañada del siguiente pie: «Parece el elegido por benevolencia de Dios. Cuando todo eran turbiedades, él vio claro… y sostuvo y defendió la neutralidad de España». Se inició así el mito que se mantendría durante los treinta años siguientes de que Franco había salvado a España de la guerra.
«Sin embargo, éste evitó finalmente la guerra no por una gran habilidad o intuición, sino por una fortuita combinación de circunstancias, de las cuales fue en buena parte espectador pasivo: el desastre de la entrada de Mussolini en la guerra, que alertó al Führer contra otro aliado pobre; luego la negativa de Hitler a pagar el alto precio que el Caudillo solicitaba por su beligerancia; y, en definitiva, el hábil uso que los diplomáticos aliados hicieron de los escasos recursos alimenticios y de combustible en una España económicamente devastada. En tales circunstancias, no era de extrañar, como von Stohrer comentó al general Krappe en octubre de 1941, que el Führer llegara a la conclusión de que España era más útil a Alemania bajo la máscara de la neutralidad, como única vía de sortear el bloqueo británico. Por encima de todo, la neutralidad de Franco se debió a la calamitosa situación económica y militar de una España hecha añicos por la Guerra Civil, desastre del que el Caudillo obtuvo enorme provecho».